# NHK红白歌会
（日语：／ Enu eichi kei Kōhaku Uta Gassen */?，香港舊稱《全日本紅歌星大賽》，新加坡先後曾以《全日本红歌星歌唱比赛》、《（全）日本红白歌唱比赛》為名轉播），簡稱《紅白》（／ Kōhaku），是日本放送協會（NHK）自1951年起每年播出一次的音乐特別節目，以現場直播的方式同時在NHK的電視與電台頻道，向日本以及全世界播出。前3回於年初播出，第4回起固定於跨年夜播出。

舊版红白通用标志，自第58回（2007年）起使用至第71回（2020年），左上方的紅色圓圈為回數「第○○回」欄位

节目名中的「紅白」来源於日本劍道中紅白對抗的概念，而紅白歌唱大賽的紅白則是將女性、男性歌手分為紅、白兩組，并以歌曲對抗赛的形式进行。其舉辦初期的場地並不固定，除了在當時NHK總部所在的東京放送會館之外，也曾在東京數個較大的表演場館舉行，例如日本劇場、東京寶塚劇場等；直到1973年第24回起，才固定在該年落成的NHK表演廳舉行。目前節目時間長逾4个小时，並分为两个部分：前半段（第1部）为19:15－20:55（日本標準時間，下同），後半段（第2部）为21:00－23:45，前後半段的中間空檔插播5分鐘新聞。

## 节目概况
NHK红白歌会是一档将女性艺人分为红组，男性艺人分为白组，以两组互相对抗的形式演唱歌曲并决出胜负的音乐节目。该节目最初为广播节目，在第4回之后，节目加入了电视直播并改至每年12月31日播出。在日本，該節目可以被视为是“一年结束的标志”，有相当数量的家庭观看本节目。目前，这档节目从来没有被取消或延期播出过。
节目由当年日本人气歌手、当红艺人等其他社会名流参加。虽然节目播出的时段已经延伸至深夜时段，节目的平均收视率仍然位居日本当年年度收视排行的前列，并一直保持着其最高81.4%的平均收视率记录。公众对于本档节目的关注度也极高，从年末到新年，从报纸到杂志乃至各大商業電視台均会报道红白歌会的相关话题。
节目一直以来均采用红组与白组对抗的形式，并在前期保持着相当可观的收视率。但自进入21世纪以来由于白组近乎压倒性的连胜，“对抗”的意味逐渐减淡，但每年仍会在正式播出时公布用于判定胜负的审查方法。

### 播出情况
| 媒体平台                                   | 媒体平台                                   | 播出期间                           | 备注 |
| ------------------------------------------ | ------------------------------------------ | ---------------------------------- | --- |
| NHK第一套广播 日本国际广播电台 NHK网络电台 | NHK第一套广播 日本国际广播电台 NHK网络电台 | 第1回（1951年）迄今                | NHK第一套广播与日本国际广播电台同步播出。 观众席上设有电台转播区，用于实时转播现场情况以及邀请演出嘉宾接受访问。 - 自第62回（2011年）起，NHK网络电台也参与转播。 |
| NHK綜合頻道                                | NHK綜合頻道                                | 第4回（1953年）迄今                | 1953年2月1日NHK綜合频道正式成立，同年年末即开始电视转播红白歌会。 - 第15回（1964年）开始采用彩色画面。 - 第29回（1978年）开始采用立体声广播。 - 第52回（2001年）开始引入即時字幕。 - 第54回（2003年）开始引入数字电视信号播出。 - 第57回（2006年）开始引入移动数字电视信号播出。 - 第61回（2010年）终止地面模拟电视信号播出。 |
| NHK World Premium                          | NHK World Premium                          | 未知-迄今                          | 面向日本以外國家及地区转播，部分未属NHK的版权画面会被屏蔽。 |
| NHK BS2                                    | NHK BS2                                    | 第35回（1984年）－第61回（2010年） | 采用广播卫星进行立体声电视转播。 随着全面数字电视化的实现，被整合进NHK BS Premium。 |
| NHK BShi                                   | NHK BShi                                   | 第49回（1989年）－第61回（2010年） | 采用广播卫星进行5.1声道电视转播。 因同上的理由被整合进NHK BS Premium。 |
| NHK BS4K/NHK BS Premium 4K                 | NHK BS4K/NHK BS Premium 4K                 | 第69回（2018年）迄今               | 采用广播卫星进行5.1声道电视转播。 部分镜头与綜合频道及World Premium的版本不同。 |
| NHK BS8K                                   | NHK BS8K                                   | 第69回（2018年）迄今               | 采用广播卫星进行22.2声道电视转播。 部分镜头与綜合频道及World Premium的版本不同。 |
| NHK+                                       | NHK+                                       | 第71回（2020年）迄今               | 网络平台，播放结束后一周內仍可观看回放。 |

非日本本土的观众可以在当地的有线电视频道（主要是日本相关的專門頻道，此外有台湾的纬来日本台）观看，针对日本山区或岛屿等有线信号难以覆盖的区域，如果当地居民的卫星天线可用的话，那么仍可以通过NHK BS4K、NHK BS8K頻道观看本节目直播。
迄至1981年，在美國、巴西、香港、新加坡電視轉播。這是新加坡廣播局播映的第一個歌舞節目暨第一個日本製作的電視節目。而在香港，早於無綫電視啟播的1967年，其主頻道翡翠台已轉播本節目；麗的電視及其後繼的亞洲電視亦有轉播，直至1990年代初為止。早年香港電視播映安排於農曆新年時，其後技術進步，才在1月1日凌晨（即較日本延後數小時）轉播；1983年紅白則於當晚21:05至24:15在翡翠台轉播。

### 播出时间
自第18回（1967年）以来，红白歌会的播出时间一度被固定在21:00（日本标准时间，下同）开始。而从1989年（平成元年）第40回开始分为两部分播出之后，第1部播出时间往往在19:00到20:00之间变动。在第1部和第2部之间，NHK綜合频道会插播年末最后一檔《NHK新闻》，时长五分钟。
节目结束时间自第13回（1962年）开始，NHK綜合频道均于23:45结束（因转播台的不同可能有所差异）。节目结束之后，固定播出跨年特別节目《辭舊迎新》。

## 演出人员
红白歌会的演出人员由以下四个部分构成：主持人，表演者，嘉宾审查员与其他出场者。所有演出人员直至NHK官方宣布节目相关信息前都必须遵守严格的“缄口令”，所有消息都必须由NHK官方最先公布。

### 主持人
主持人通常是所有出演者中最早被公布的（一般是在10月下旬到11月之间）。正式决定后，NHK将邀请主持人一同在NHK广播电视中心召开记者会。
NHK红白歌会主持人一般分为“红组主持”、“白组主持”和“綜合主持”（総合司会；又可譯為「總主持人」）。红组主持和白组主持主要负责介绍各自组內的每一首歌，而綜合主持则负责串联整个节目、以及为两组主持分担部分主持內容。红组主持除了少数例外，一般均由女性负责；而白组主持则无一例外都由男性负责。红组主持和白组主持一般都是电视艺人出任，相比之下总主持则是由NHK播報員出任。由NHK播報員担任的总主持并不显眼，却是凸显红白两组主持人和出场歌手，并保证节目正常进行的重要存在。两组主持和总主持通常均由单人出任。
与其他音乐节目相比，即使没有主持经验的艺人也可能被选为红白的主持人。由于红白的台本中将直播流程安排得十分细致，并不需要主持人有过多的即兴发挥，故而NHK红白歌会的主持人更像是一个表演者。此外，主持人同样可以作为出场歌手进行表演。
2021年的第72回NHK紅白歌合戰，NHK宣布該年的紅白主持將不冠以「紅組主持」、「白組主持」、「綜合主持」的名義，通稱為「主持人」（司會）。

### 表演嘉宾
参加节目的表演者一般会限制在红白两组各20~30组歌手之间。在对战中正式演出的歌手被称之为“出场”，节目进行时也会展示他们的“出场次数”。NHK惯例会在每年11月下旬举行有关本年度红白歌会的记者会，首次出场的歌手将在记者会中露面，同时也会公开其他相关信息。

#### 队伍归属
通常来说，主唱的性别将决定组合的队伍归属。节目早期由于严格要求“红组＝女队”、“白组＝男队”，许多混合性别组成的组合不能登台表演，其最多只能安排组合中一人单独参与红组或白组。1968年第19回中第一次允许混合性别组合登场，登场的组合是Pinky & Killer。由于其主唱Pinky是女性，组合被划归到红组嘉宾行列。其他的分组标准如下：
- 男女二人组一般划归为红组。但是，Hide & Rosanna（日语：ヒデとロザンナ）、平尾昌晃与畑中叶子（日语：畑中葉子）则被分在了白组。
- 即便是女性歌手担任主唱的组合，有时为了平衡红白两组的参赛人数，也会被分到白组。例如：Noriko Hashida & Climax（日语：はしだのりひこ）与蓝色三角尺，女性组合Pabo（日语：Pabo）在第59回和男性组合羞耻心一起作为合作组合被分在了白组。而同樣的，男性歌手擔任主唱的組合也有機會被分到紅組，例如SEKAI NO OWARI在2022年重返紅白時便首次作为紅组出场，而之前5次出場均作为白组出场。
- 主唱男女混合的组合，则每次会根据实际情况进行分组。如男女混合团体AAA在2013年首次作为红组出场，而前3年均作为白组出场。
- 节目中也曾有跨性别歌手出场。如2007年跨性别歌手中村中以红组歌手身份出场。
- 第56回（2005年）上，在富士电视台电视剧《一夜摇滚（日语：ワンナイR&R）》中以歌手身份出道的Gorie（日语：ゴリ (お笑い芸人)）在红白上以红组歌手身份出场，这是女装男性歌手第一次以红组成员身份出场。

原则上，同一名歌手不能以不同组合（或组合和独唱）的形式在同一场红白歌会上多次出场。随着2000年代后半期同一成员属于多个组合的情况越来越多，伴随这些组合人气逐渐上升（如早安少女组、放浪兄弟、AKB48等大型演藝组合），节目也开始接受同一成员代表不同组合出场的情况。

#### 歌手甄选
基本上，出场歌手均会在过去一年中有发行过热门歌曲的歌手或组合中进行甄选。NHK在每年的11月左右举行的遴选会议上确定出场名单并随即对社会公布，在名单公布的同时会举行记者会。自第61回（2010年）以来，出场嘉宾的见面会还会安排流媒体直播。
节目组在第64回（2014年）的记者会上就甄选标准做了“今年的活跃程度、舆论的支持程度、节目的演出和策划需求”三点说明，以此为中心，以下5个方面的数据被用作歌手甄选的参考标准：
1. NHK采用随机拨号抽样的方式针对全日本7岁以上5000人进行舆论调查得出的数据；
2. 《NHK揚聲歌唱》节目中初赛歌手的曲目选择；
3. CD、卡带、DVD的销量；
4. 有线电视台、卡拉OK的点播率调查数据；
5. 互联网、手机等平台的下载量的调查数据。

从第23回（1972年）开始，作为选拔出场歌手的参考，NHK还会邀请部分人士参与“意见倾听会”（ご意見を伺う会），此意见征求制度一直持续到第38回（1987年）。原则上包括调查问卷在內的调查结果均不对外公布。
此外，也有案例表示以下方面也可能是NHK甄选歌手的参考条件：
对NHK的贡献
对NHK的贡献也是决定歌手是否能够出场的重要参考因素，其中的贡献例如演唱晨间剧主题曲、出演大河剧、提供NHK对奥运会残奥会以及FIFA世界杯的转播时的主题曲、提供NHK全國學校音樂大賽（初中部分）的作品等。
同公司的出场上限
早期NHK往往对于每家经纪公司或唱片公司的出场人数都有一定限制。关于此说法，节目组方面虽然没有公开回应， 但杰尼斯事务所的总裁强尼·喜多川曾表示NHK限制其公司仅能出场两组歌手”。
1980年代，在NHK红白歌会仍是一部制的时候，节目组并没有限制同公司出场歌手人数的概念。但是在第25回（1974年）上，当时处于全盛时代的渡边制作在当时出场的50组红白歌手中占据了10组。因此在随后的红白上，节目组对于特定公司的出场公司人数上限做了调整。对于渡边制作这样的大型公司来说，旗下歌手的出场数量开始受到限制。由于这个原因，一些热门歌曲的演唱者往往因为同公司出场人数的限制而无法获得出场机会。杰尼斯事务所自第48回（1997年）以来，出场歌手一直被限定在SMAP和TOKIO两组上 。之后，随着岚和NYC boys也在第60回（2009年）上登场，NHK红白歌会对于杰尼斯事务所出场歌手的上限有所放宽。
是否牵扯丑闻
由于NHK是公共广播，日本法律规定其不能透过播放商业广告获得收入，唯一的收入来源是面向公众收取的收视费（受信料）。因此表演嘉宾的出场费用相当于也由公众支付，所以形象是否干净决定了歌手是否能够入围候选名单乃至被选中，甚至歌手最终是否能登台表演也与此有较大关联。实际上，因为牵扯到丑闻而落选、被辞退，甚至表演被临时取消的案例也曾有发生。
特别是日本娱乐圈内部的“黑色交际”，日本许多暴力团、极道团体等反社会集团可能跟部分艺人之间有合作关系。这种关系会对出场歌手形象产生不良影响，即便是当红艺人也不例外。曾经长期担任红组压轴歌手的美空云雀由于1973年其弟加藤哲也的逮捕案中被发现与山口组第三代组长田冈一雄有勾连，导致她在NHK的民意调查中支持率降低，从而失去了再次出场的机会。在第37回（1986年）上，由于媒体曝光了北岛三郎、山本让二出席暴力团主办的宴席，导致NHK在12月29日临时辞退了两人的演出。2011年，日本各都道府县为消除暴力团影响而制定的《暴力团排除条例》开始实施，NHK方面也于次年公布了“排除暴力团”的方针。
而在2023年傑尼斯事務所捲入了創始人強尼·喜多川有關性侵醜聞之後，新上任的NHK會長稻葉延雄在例行記者會上宣佈該年度的紅白歌合戰（第74回）宣布舉辦之時，主動表明了在傑尼斯事務所未有妥善地解決有關事件、制定防止事件再次發生的對策、以及落實對受害者作出賠償前，NHK將會對傑尼斯旗下所有藝人暫停發出新通告的立場，有關安排亦適用於紅白歌合戰，唯醜聞曝光前已經簽約的傑尼斯藝人則不在此限。
政治因素
NHK作為公共廣播，某程度而言也作為國營媒體，故政治上的影響也有可能決定某些國籍的歌手是否能出場紅白歌合戰。例如韓國歌手自2000年代起逐漸在日本有一定影響力，NHK也會不時邀請來自韓國的歌手登場NHK紅白歌合戰。隨著KPOP在日本流行起來，NHK紅白歌合戰上也有多組韓國偶像團體出場。然而，2012年的第63回NHK紅白歌合戰中卻沒有一個韓國偶像團體出場。有人認為這是受到日韩关系的惡化（特別是獨島主權爭議）的影響，民眾對於日本音樂節目上有韓國歌手出現而感到不滿，NHK為了淡化有關的爭議而做出的決定。雖然節目組強調是在調查中認為KPOP在日本的影響力下降，從而沒有選出任何韓國歌手，並且否定了和政治有關的因素；而NHK的放送總局長石田研一也曾經在記者會上否定了沒有韓國歌手出場是因為「政治和文化的排他」所造成的說法，但實際上之後幾年的紅白歌合戰，幾乎沒有任何韓國偶像團體可以出場。這一局面直到2017年的第68回NHK紅白歌合戰，韓國偶像團體TWICE初次出場後才被打破。
随着1975年第26回中在日本电视台节目《笑點》出道的Zutorubi在红白中登场，日本各家商业电视台（民放）节目中的企划歌手及组合（由该节目的主持人或主要固定嘉宾出任）等嘉宾也纷纷登上了红白歌会的舞台。NHK方面也开始放宽对这类合作的限制。同时，民放在确认获得出场名额后也会进行大规模的宣传，例如在红白歌会播出结束后播出红白后台景象与演出时的场景，与红白方面积极合作。
於紅白登台對於歌手是極高的榮譽，所以受邀歌手大多數都會答應登台。然而，一些歌手時常受邀但全部拒絕而從未登台的，有B'z、松山千春、小田和正、SPITZ等。曾登台但之後開始拒絕的，有南方之星、GLAY等。如果有相當名氣的歌手長年拒絕但是終於答應登台，往往能造成極高收視率，如1994年的吉田拓郎、2002及2014年的中島美雪、2005及2011年的松任谷由實、2008年的Mr.Children、2016年的宇多田光與2017年的安室奈美惠（後於2018年隱退）等。
节目虽然取名“歌合战”，但实际上也有一些纯演奏类团体登场，例如第41回的G-CLEF、第54回的女子十二乐坊等。

### 嘉宾审查员
节目组通常会邀请约10位本年度代表名人（包括来自演艺界、体育界、音乐界、文化界、媒体界的人士等等）作为當屆紅白的嘉宾审查员（ゲスト審査員）。在节目进行过程中，他们不仅要承担评审的任务，在演出过程中还要与台上的主持人进行对话。而在2004年的第55回前，他们被则称为「特别审查员」（特別審査員），而NHK节目制作局局长称为「审查委员长」（審査委員長）。
嘉宾审查员的公开通常较迟，为12月下旬。最初被选为审查员的，大多为下一年大河剧主演者（偶尔为本年度大河剧或晨间剧）。除去已被选作主持人或歌手的，剩余者构成了嘉宾审查员的主要部分。此外，本年度体育界相关人士也会收到邀请，如日本職棒總冠軍賽获胜队伍教练或主力选手、大相撲中优秀力士（包括本年度的新横纲、新大关等）。自1984年第35回，江上由美（洛杉矶奥运会日本女子排球铜牌获得者）在节目中出场后，奥林匹克运动会中奖牌获得者也会被邀请到节目中。

### 其他出场者
除了上述主要出演者外，还有许多名人会作为嘉宾出场。他们按照类型包括：为与歌手或歌曲相关的人物的应援者、参与演奏的乐曲提供者等、会场外转播负责者（大多为NHK播音员）等。此外，在节目过程中也常常能看到本年度走红的年轻搞笑藝人的段子。以上出演节目的主要嘉宾在节目开始前均会对外公开。
特别的，遇上年末最后一天（大晦日）为祝祭日时，有时民放的播音员也会特例出场：
- 中村仁美（当时富士電視台所属） - 第59回（2008年）为羞恥心 with Pabo（日语：Pabo）应援。
- 羽鳥慎一（日语：羽鳥慎一）（当时日本電視台所属） - 第60回（2009年）为FUNKY MONKEY BABYS应援。

自2010年的第61回开始，“红白幕后谈话”（紅白ウラトーク）开始。会场中设置特殊席位，在放送过程中有专门的主持人在此进行对谈，此部分最后会作为节目副音轨进行放送。除了专门的主持人（艺人和NHK播音员）外，歌手、嘉宾也会在此轮流出演。

## 节目流程

### 正式演出前
红白两组的主持人（尤其是本身为艺人身份的），在正式节目放送前将会参与到与NHK相关的工作中。各大电视情报杂志往往在年末期刊的封面上使用主持人的形象。此外，由两组主持人作为封面的电话卡、借书卡也会开始发售。
出场歌手的曲目和演唱顺序原则上会全部公开，曲目列表在12月中旬公开，演唱顺序则约为12月下旬公开。
- 原则上一组一首歌，由歌手表演本年度自己发布的歌曲。
- 为本次演出特别安排的曲目，往往用原有的曲名加以称呼，副标题则附有（红白版本）之类的称呼。
- 一年内连续发布多首热门歌曲的歌手或连续数年出演红白的歌手，亦有可能同时演唱两首以上的歌曲。此时曲名上往往会标注（组曲、曲目串烧）或（红白SPECIAL）。
- 演出时同样存在演唱往年歌曲的情况。此情况多见于当年新曲销量不高的老牌演歌歌手之中。目前重复表演次数最多的属石川小百合的《越過天城》（11次）和《津輕海峽·冬景色》（10次），这两首歌自2007年的第58回开始连续10年以上由本人交替演唱。
- 因NHK特别要求，某些歌曲不能上台演出，或需要对歌曲和歌词进行特别修改后才得以上台演出（例如歌名含有广告，歌词中暗示色情元素等）[40]。
- 在演唱热门单曲或举行追悼企划等情况中，有可能会请其他歌手演唱不属于自己的歌曲，此时一首歌亦可以由复数歌手演唱。
- 选择自己演唱的歌曲的权利一般不在歌手手中。这一规则曾引起来自歌手的抗议：1991年第42回中HOUND DOG（日语：HOUND DOG）因在演唱歌曲上无法与节目组达成一致而拒绝演出[41]。歌手布施明发表红白勇退宣言时也曾提及“（自己）唱的歌总是固定的” [42]。

12月下旬开始，有关红白的宣传电视节目会大幅增加，主持人会邀请往年红白的演出者或相关人员作为嘉宾参与节目。同样也会有以回放往届红白名场面为主的节目，例如BS2频道放送的《记忆中的红白》（思い出の紅白歌合戦）、《由您选择的印象中的红白·感动的红白》（あなたが選ぶ思い出の紅白・感動の紅白）。
连接会场和休息室的通道的角落会摆放神棚。在彩排开始前会由神主主持，工作人员参与其中，共同祈祷演出的顺利进行。歌手在彩排间隙同样会来此处祈祷表演成功。
台本在正式表演开始前两天完成，之后便开始彩排。为确保预定流程的正常进行，台本以秒为单位记录了包括主持人和歌手的对话在內的所有演出內容，因此往往会像旧式电话簿一样厚。近年的红白台本也有放开限制的趋势，在台本中留出了大量的空白，为制作人员和主持人留下了一定程度自由发挥的空间。
在彩排的过程中，主持人将与出场歌手进行面谈。面谈过程中，主持人将对歌手正式表演曲目的內容进行说明，出场歌手则会对自己的歌曲进行介绍或分享自己在演唱时的轶事等等。面谈的內容亦有可能在之后的正式表演中公开。此外，在新年到来之前仍会有媒体记者在NHK大厅趁着彩排或正式节目的间隙对出演者进行采访，內容常常包括对过去一年的总结和来年的抱负。
NHK原则上不负责當晚出場歌手的晚餐，通常由出場歌手自行解决饮食问题。

### 正式表演中
随着节目的开场曲的开始，所有出场歌手慢慢向着舞台方向走去，开始入场。红白两组的主持人在开场时往往身着以所属队伍颜色为主的传统装束登场，总主持人则通常身着西方风格的服饰（男性为西服，女性为女士礼服）。台上的主持人各自介绍完毕后，立即开始介绍第一位出场歌手的歌曲。
原则上，红白两方以组为单位进行对决，而一方每组的演唱时间通常为三分钟左右。本届歌会上最受关注的歌手最长可以获得近10分钟的演唱时间，相应的关注度较弱的歌手演唱时间会缩短至最少2分钟。2000年后的红白歌会渐渐淡化这种对战的形式：例如在对战的过程中引入特别小环节、按照表演顺序本应该对决的歌手与实际对决的歌手有差异等情况也曾出现。或是实际演出时也曾出现本应单独出场的歌手或组合在同一组內出场，最终导致红白两队出场者数目不对等的情况。
约4组表演完后，总主持人通常会开始介绍嘉宾审查员、审查方法以及除NHK綜合頻道以外的红白收看途径，如广播等。出演者的站位方面，主持人一般站在舞台侧边的花道旁，介绍接下来的歌曲并和其他出演者进行对话。从台下观众的视角来看，红组站在舞台的左侧，白组站在舞台的右侧。节目前期各组的歌手入场过程也在两组的花道分开进行，但因为NHK大厅通向休息室的通道位于舞台左侧，这之后对于白组而言，除了最初和最后的约2组外，其他表演者均从舞台左侧入场。
出场歌手包括使用实况转播在內，一般均为现场表演，很少出现影像出演的情况。
节目组在舞台转换和台上演出方面往往会下很大力气，在这方面往往会消耗较多的预算和时间，例如使用3D技术和其他较先进的影像技术。歌手方面，以“华丽服装”作为亮点的小林幸子、美川宪一等歌手往往会自费较多在自身的服装上。
在歌曲的间隙，节目往往也有回顾本年度的热门话题或流行趋势的环节。歌手自愿参加。目前此环节大多以NHK人气节目（如电视剧）的回顾为主，也会有与奥林匹克等体育活动相关的表演。为今年內去世的名人安排的追悼企划同样常见。此外，在歌手出场的舞台上亦会有其他歌手为其“应援”。特别在2010年之后， 根据收视率情况，人气较高的流行音乐歌手也会在其他歌手表演时出场（例如在演歌歌手演出时作为伴舞）。会场內的观众往往配有小道具，如荧光棒、LED灯、AR系统、假花、面具等等。根据节目组工作人员的指示，观众使用特定道具加入到舞台上下的表演之中。在舞台上演出的歌手有时也会拿到类似的道具，并在表演时使用。
在今年宣布引退/休业的歌手或决定解散/停止活动的乐队和团体，作为「LAST STAGE」（ラストステージ；最後舞台）的出场通常会受到较多关注。另一方面，对于那些选择“年內停止活动”的歌手而言，也常会选择国民关注度较高的红白作为自己最后的舞台。
两组最后出场的歌手往往以「压轴」（トリ）称之（而最后一个出场的会被称为）。因其往往会受到特别关注，节目组一般会选择著名老牌歌手来担当压轴的部分。相应的此时很少会选择年轻歌手，选择年轻歌手时往往会称之为「大提拔」（大抜擢）。在压轴组表演时，之前出场的歌手均会站在两旁的花道旁为其捧场。因节目早期演歌较为流行，相当长的一段时间內均由演歌歌手垄断压轴的位置。红白两组首次同时出现流行音乐歌手作为压轴出场的年份需要追溯至第29回（1978年），因当年演歌销量不佳，由山口百惠和澤田研二担任压轴歌手位置。这之后虽然演歌人气逐年下滑，但因为演歌歌手地位较高，这一惯例仍未改变。从2000年代后半代开始，流行音乐歌手担任压轴的情况增加，演歌歌手出场的情况相应减少。流行音乐歌手方面，也大多选择诸如DREAMS COME TRUE、高橋真梨子、松田聖子等老牌歌手作为压轴。
- 压轴歌手的选择上曾存在「必须是独唱歌手」的要求。1992年的第43回的由紀沙織（日语：由紀さおり），往年均与其搭档安田祥子（日语：安田祥子）同台演出，惟当年作为压轴歌手时以独唱身份出场。2003年第54回中男子偶像团体SMAP的压轴出场首次打破这一惯例。
- 1984年第35回中，在最后的压轴表演后隐退的都春美，在表演结束后因场內观众要求安可，额外表演了原有曲目列表上没有的两首歌。
- 2013年第64回中，在原有压轴歌手/团体高橋真梨子和SMAP演唱结束后，同一回宣布从红白勇退的北岛三郎以“究极压轴”身份进行表演。
- 2018年第69回中，在原有压轴歌手/团体石川小百合和嵐演唱结束后，特别出演的南方之星作为「究极压轴」（同前述）进行表演。

最后的胜负由会场內的嘉宾审查员、观众以及场外使用双向电视放送系统或手机的观众投票决定。审查方式和结果的发表方式根据年份不同可能有较大差异。在过去的很长一段时间內均是等到所有歌手演唱结束后，由在场的审查员和观众进行投票决定胜负。21世纪以来，场外的一般观众也加入到投票的环节之中。由于统计来自场外观众的投票需要时间，在距第一部结束还有两组左右时，总主持人便会提醒观众开始投票。在这两组表演的过程中统计票数，插播新闻前即发表第一部投票结果。最终投票时，屏幕将回放本届红白所有歌手的表演现场（一组数秒，回放总长不超过3分钟）。统计过程中，包括审查员和嘉宾在內的所有出演者都将站在台上，等待结果的发表。
最终优胜队伍公开的一瞬间，电视画面将出现「○组胜利！！」（○組優勝!!）的标语，同时大厅从天花板內向外喷出大量纸雪花（节目初期也曾使用过向舞台上投掷彩带、从天花板中落下纸带、气球等等庆祝方式）；2000年代开始节目不再向舞台喷洒纸雪花，台上对结果稍事评论后便开始尾声合唱环节（下述）。此外，获胜队伍的主持人（或本队队长）将被授予优胜旗帜，其上挂有历年优胜队伍颜色的条带。而优胜旗授予者每年都会变化，通常为本届红白嘉宾审查员中的一位。
自第4回以来，最后一首歌均为台下观众和台上出演者（包括出场歌手、主持人、嘉宾审查员、嘉宾、合唱团等）一起合唱《萤之光》。届时，将有作为指挥的音乐家出场：
- 藤山一郎去世前一直担任至第43回（1992年）为止的合唱指挥[註 14]。
- 藤山去世后，从第44回（1993年）到第56回（2005年）由宮川泰（日语：宮川泰）担任指挥。
- 宫川去世后，从第57回（2006年）到第67回（2016年）由平尾昌晃担任指挥。
- 平尾去世后，从第68回（2017年）开始由都仓俊一担任指挥。

《萤之光》大合唱持续25~30秒，歌曲结束后从舞台的左右两侧会向观众席上方发射礼炮型烟花。
日本当地时间23时45分，节目结束。

### 演出结束后
演出结束后主持人和出场歌手在NHK广播电视中心一楼食堂举行结束宴。
1月2日左右发表的收视率成为各家媒体关注的焦点。由于同时会发表以分钟为单位的实时收视率，最高收视率点花落谁家更是媒体关注的重心。

## 节目历史

### 最初－1960年代

#### 前身：红白音乐对抗
1945年，第二次世界大战结束，一档以《红白音乐对抗》为名的非公开广播节目开始在年末的最后一天（大晦日；下文称除夕）播放。导演近藤积希望能打造一档「与新时代相符的音乐节目」，基于劍道中「红白对抗」的概念和娱乐的三要素「速度、性别、运动」，一档预定名为「红白音乐合战」的节目诞生了 。但后来因收到了来自当时駐日盟軍總司令 「战败国要什么『合战』！」的批评，这一想法不得不大幅改造：将原定的「战」改称为「对抗」，不进行胜负判定，相应的也不再设置审查员，也没有所谓的「应援团」之类的队伍存在。除了节目名，一些表演歌曲和名称也进行了类似的改编：川田正子演唱的《机车噗噗》（汽車ポッポ）原本是一首战时童谣《士兵叔叔的机车》；由近藤作词、与富原薫合作的歌曲《士兵 士兵 万岁》也相应地改编为《铁桥 铁桥 高兴吗》（鉄橋だ 鉄橋だ 楽しいな）。此外，当时大受欢迎的歌曲《苹果之歌》由当年的新人并木路子和老牌歌手们合作表演。由于年末的深夜没有电车，赶不上末班电车的歌手只能在NHK东京放送会馆音乐部房间中的椅子上将就着就寝。节目取名「音乐」对抗，除了演唱歌曲以外，也可以在现场单独表演由木琴、曼陀林、尺八演奏的乐曲。
虽然第1回节目的播出获得了大量好评，制作组却没有计划在次年同一时间继续播出相同的节目。1946年之后，跨年节目《红白音乐对抗》不再播出。但由于《红白音乐对抗》播出时带来的反响仍给制作组留下了极深的印象，约五年后的1951年，节目组按照最初「红白歌会」的想法，制作了另一档在正月（1月3日）播出的节目《第1回NHK红白歌会》，登场者为没有参加前一年除夕《明星祭》的歌手，节目播出之后仍然得到了极高的评价。因此，节目组决定在次年继续制作该节目，但仍然没有将其打造为长寿节目的想法。

#### 黎明期的摸索
在第1回播出前，出场歌手的曲目和表演顺序均没有公开，而出场歌手名单则记载在当年1月1日的报纸《每日新闻》上。节目采用对抗赛的形式，红组队长为渡边滨子，白组队长为藤山一郎，由队长一边观察对手的表现，一边决定本组由谁来唱哪一首歌。从第3回开始，节目为了体现「运动」这一概念，由一线的体育播音员担任实况播音员。
演出时间方面，第1~3回（1953年1月2日）均选在正月播出。第4回改在与第3回同一年的12月31日播出，因而在一年內播出了两回「红白歌会」。以此次为契机，在除夕夜播出跨年音乐节目的传统正式固定下来。关于为何仍决定在除夕播出，一说当时可用于举行活动的大型场馆仅在年末年初开放，而年初的剧场大多用于公演；制作组方面也认为在这一天更容易邀请到顶尖歌手。在正月举行的年份，在舞台上方还会装饰有「謹賀新年」的横幅。
自第4回开始，相比过去完全依托于广播转播，节目加入了视觉上的演出并通过电视进行转播。选手在节目中需要进行宣誓并进行优胜旗的返还与授予。本回红组打破了白组自开播以来的连胜记录，首次败北的白组出场歌手异口同声地认为「电视太可怕了。这次输给了（红组女子组的）着装」 ，红组歌手重视着装的倾向在节目后来引入彩色电视信号后得到了更得到了进一步的加强。此外，虽然第4回起NHK开始尝试使用电视信号播出节目，但由于当时一般家庭中电视的普及程度远远不足，并且以制作电视节目为核心又会增加节目预算上的压力，NHK仍主要以广播信号转播的形式播出红白歌会，制作时也更偏向于广播听众的视角。
- 冲绳县由于早期受美国统治的原因，截止到第15回（1964年）均无法进行电视节目转播。1965年日本本土和冲绳之间的微型电缆搭建完成后，同年第16回便由当地的冲绳电视台、冲绳广播在各界赞助支持下播出本节目。1968年沖繩放送協會中央放送局开始使用电视信号播出节目，同年第19回开始由该局负责播出。1972年冲绳回归日本本土后，由NHK冲绳放送局（原冲绳放送协会）通过电视和广播信号在当地播出红白歌会。

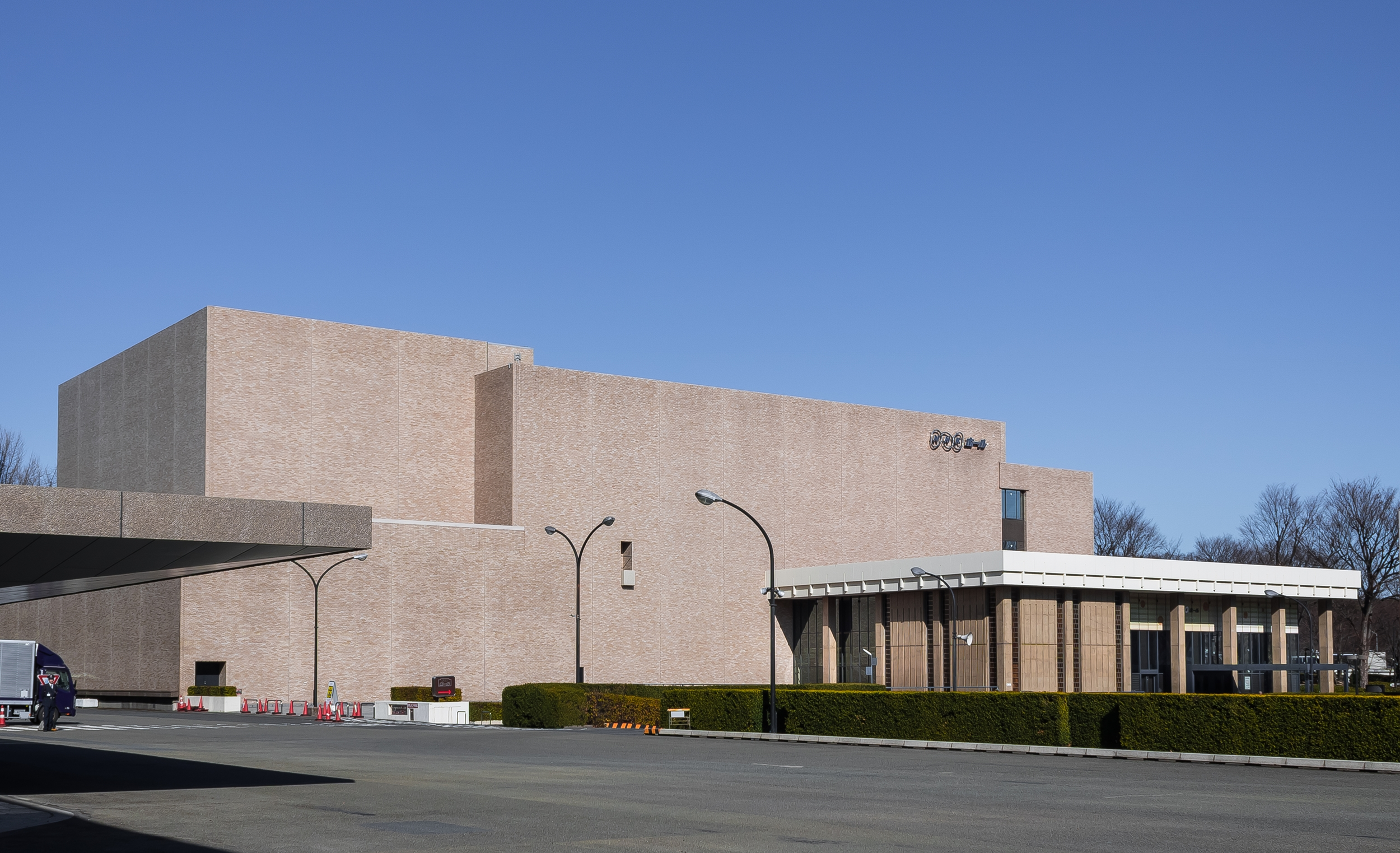
NHK大厅（攝於2016年），自第24回以来每年的红白歌会均在此举行。

节目举行场地上，前三回均选在現已拆卸的NHK東京放送會館。自1953年12月的第4回实行广播·电视同时转播以后，场地开始在東京寶塚劇場、日本劇場、日比谷公會堂、產經大廳、新宿KOMA劇場等地中每年轮流更换，直到1973年第24回以后才固定在NHK大厅举行。
早期红白歌会的音视频与照片资料目前仍在补全中。NHK在官网公开了第1回节目时长一分半的录音，在公开档案馆中亦可听到第6~10回的录音，但录音方面的来源并没有找到明确的文献或网页记载。另一方面，现存的节目照片中最早的则是第2回，这之后的节目也均有保存照片资料。视频影像方面，由于早期录制节目使用的录像带（2英尺VTR）在当时非常昂贵，节目播出后便会再次覆盖录制其他节目。因此，现存的完整节目影像最早的为1963年的第14回。第13回仅留下了广播音频和当时新闻中极其有限的影像。这之后NHK方面仅保存了第21回，由宫田辉（前红白主持人）的妻子提供了使用家中录像机录制的16~20回、第22回节目。从第23回（1972年）起，NHK保存节目录像的意识增强，这之后至今的完整节目的录像均有很好地保留。

#### 甄选模式的发展
出场歌手方面，截止到第8回（1957年），出场歌手均限制为独唱歌手。但是自第9回中水谷良重、东乡たまみ、泽たまき、DARK DUCKS以组合为单位出场后，节目中组合的出场也变得愈发常见。并且截止到第13回，对于以组合形式出场的选手，其对手也一定为组合。直到第7回（1956年），战前和战时派歌手仍常年登台表演。第8回中作为战前派歌手“第一人”一般存在的藤山一郎选择将舞台交给后辈，谢绝了当年的演出。这之后，每年都有战前派的歌手从出演名单中离开。在这新旧交替的过程中，诸如The Peanuts、橋幸夫、平尾昌章（现：平尾昌晃）之类的新人歌手不断地出现在舞台的中央。第13回中，一直以来连续出场的淡谷のり子、林伊佐绪、伊藤久男等战前、战时派歌手落选，舞台上的面孔均为战后派歌手的时代正式到来。第11回（1960年）左右，节目组会避免同一家唱片公司的歌手相互对决。虽然这之后的节目中也常常出现同场较量，但在压轴环节仍然贯彻这一原则。
- 红组压轴自第1回以来除了第4回均为古倫美亞公司所属歌手担任，按此原则白组同公司的歌手（如村田英雄等）无法担任白组压轴者[75]。红白史上首次出现白组由古倫美亞公司的歌手担任的情况是1983年第34回的細川貴志。

本年代內有部分人气歌手因某些原因而无法登上红白舞台：
- 美空雲雀担任了从第14回（1963年）到第23回的红组压轴者。1973年其弟参与暴力团体山口组的事件被曝光，导致本人全国各地的表演随之停止[76]，并落选了第24回（1973年）的演出。6年后的第30回中，美空雲雀与藤山一郎共同作为「30回纪念特别嘉宾」重回舞台，表演了《苹果小调》（リンゴ追分）等三首组曲[77]。
- 1960年代小型摇滚乐队一时兴起，但其中長髮团体由于社会根深蒂固的「不良感」和来自时任NHK会长的意见，禁止其所有出场[78]。如第18回（1967年）中，该类型乐队中上台表演的只有短髮乐队Jackey吉川和他的蓝色彗星（日语：ジャッキー吉川とブルー·コメッツ），当时正值兴盛期的老虎樂隊落选。时至今日，長髮演歌歌手或者偶像出场的情况也曾有出现，長髮也自然得到了解禁。

#### 收视率黄金期的到来
Video Research从第13回（1962年）开始进行电视收视率的调查，并在当年测得了本节目80.4%的收视率。而在次回（第14回）中，测得的收视率更是达到了81.4%，这是红白史上同时也是该公司自开始统计以来测得的最高电视收视率。
1969年TBS電視台《日本唱片大獎》开播，由于其直播时间为同日的19:00~21:00，与红白歌会播出时间重合，常常会出现歌手在《唱片大獎》和红白会场之间移动的现象。届时将有警察保障歌手的转移车辆经过通往NHK大厅的路口均为绿灯，以及时到达另一个会场。

### 1970年代－1990年代

#### 音乐风格的变迁
1970年代以新三人娘、新御三家、花之中三三人組为代表的偶像为首，新音乐、摇滚乐组合开始盛行，红白舞台上表演的曲目种类随之发生了改变。
小林幸子的服装属于1980年代的红白歌会的一大关注点。小林的演出服装自1980年代中期开始趋于华丽，如第36回（1985年）中的服装十二單，次年第37回中的《别离》的克娄巴特拉七世的装扮，以及第42回中如鸟类飞翔的设计。1990年代后，美川宪一与小林幸子之间常常形成服装上的直接对决局面，小林使用大规模的机械装置构建舞台，美川则在歌曲间奏中展示在引田天功监修下的幻想世界。由于二人的服装需要花费大量的预算，往往在节目播出前早已开始制作。此外，在除夕演出当天的体育报纸、私营电视台的资讯类节目（情報番組、ワイドショー）也会在演出前介绍二人今年的服装。除了小林和美川，其他歌手也同样以较为华丽的服装出演过。
1990年代由小室哲哉作词作曲的音乐称霸日本音乐市场，受此影响红白中也有大量小室系的歌手出场。此外，节目中与迪士尼进行合作表演的情况也变得常见。除了邀请歌手出演，节目本身也开始制作原创音乐或主题曲，并由出场歌手进行大合唱。这之后所表演的歌曲也可能会发行相关CD，或是在《大家的歌曲》节目中播出，或是做為NHK全國學校音樂大賽课题曲。从第45回（1994年）到第48回，在当年《NHK新人歌曲大赛》中的优胜者将获得本年度红白的出场权，直至1998年《歌曲大赛》停播。
1990年代后半視覺系乐队潮流兴起，X JAPAN、LUNA SEA、GLAY、L'Arc~en~Ciel等登上舞台。

#### 技术发展与舞台改造
第29回（1978年）节目开始使用立體聲播出。第32回后节目中几乎所有歌曲都加入了歌词的显示。
从第32回（1981年）开始，歌手不再通过观众席后方入场，而改为从舞台后方直接入场。节目组重新设置了舞台布景，使得在节目过程中也可以更换大规模的舞台装置。第34~36回（1983~1985年）中改为使用授予奖杯的方式表示胜负，获胜队伍选出代表授予金奖杯，落败队伍选出代表授予银奖杯。从第42回（1991年）开始，入场式、优胜旗返还、主持人和歌手代表进行宣誓的流程被省略，一直以来在乐池（オーケストラピット）中进行现场演奏的管弦乐队也被取消。第53回（2002年）中管弦樂團再次出现在舞台上，但是规模已经大幅减小。第63回（2012年）中更是取消了除乐队以外所有的现场演奏，一律改为使用事前准备好的录音。
第41回（1990年）中首次出现在NHK大厅以外的场所进行演出并进行实况转播。1990年柏林墙倒塌，歌手长渕刚在德国柏林连续表演了三首曲目并由电视转播，单人表演时间达到不寻常的15分钟。此事件导致同一回作为压轴的森进一的演出时间缩短，并引起了NHK大厅內观众和其他出场歌手的严重不满。转播演出直到2002年才重新出现，并在之后逐渐发展为一个固定环节。

第42回（1991年）后，节目组尝试在开幕式过程中加入大规模的演出。此外，本届红白被分成了三部：21:00新闻前属于第一部，21:00 - 22:30属于第二部，22:30直到结束为第三部。由于第二部和第三部之间并无类似插播新闻之类的硬性中断，Video Research在进行收视率调查时将后两部合为“第二部”进行统计，这之后包括NHK官方资料在内也采用相同的方式记录本届红白的出场和出场曲。

旧NHK台标（沿用至1995年）

1995年NHK开播70周年，台标更新，红白中的台标随之改变。

#### 收视率的变动与世纪末的展望
从1970年代到1980年代前半，红白歌会的收视率仍维持在较高水平。第34回（1983年）连续9年担任白组主持人的山川静夫离开红白舞台，由他所主持的最后一回（第33回）仍达到了69.9%的收视率。第35回作为都春美隐退前的最后舞台，收视率更是达到可以与1960年代相匹敌的78.1%。但这之后，节目的收视率便不断大幅下滑。

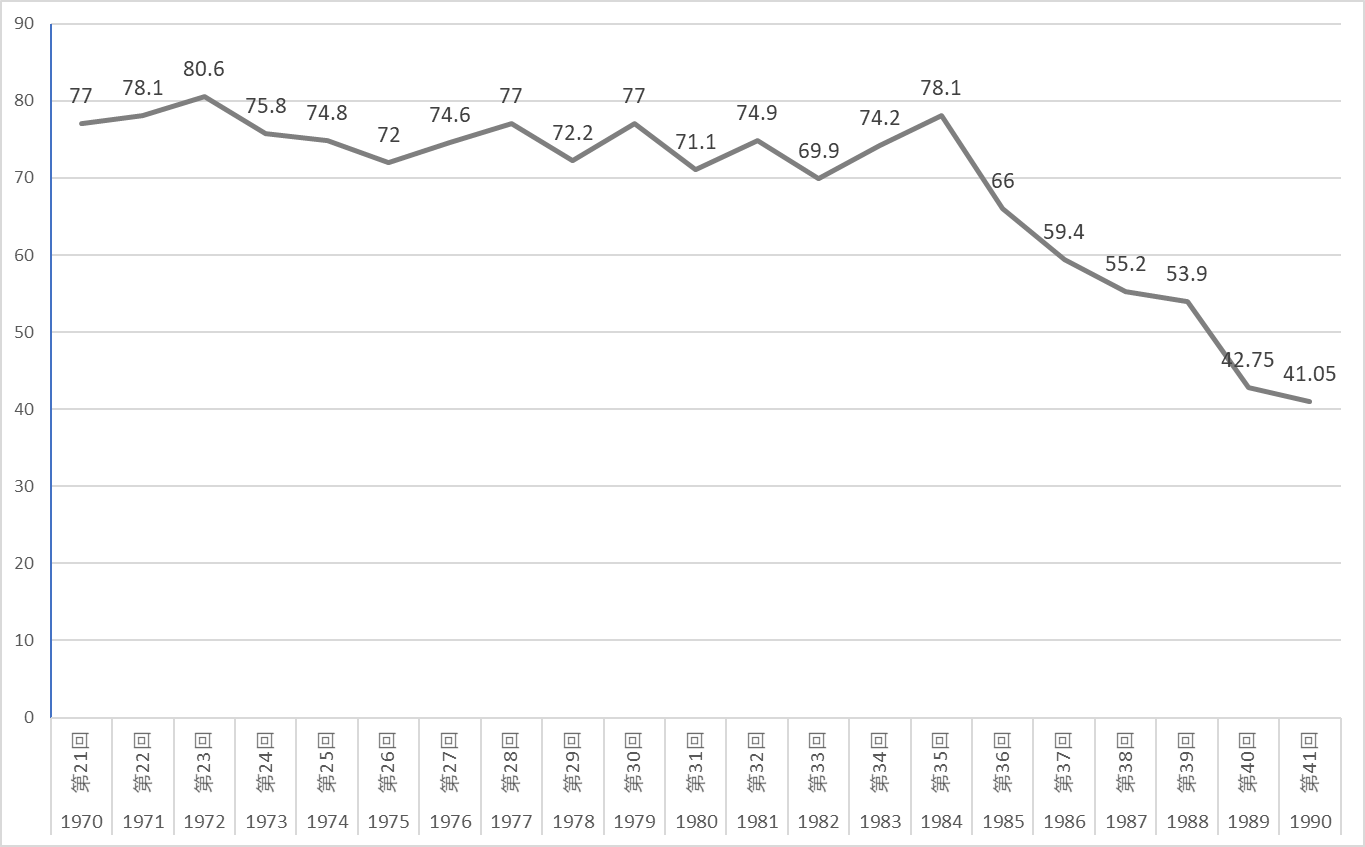
1970-1990年NHK红白歌会的平均收视率折线图（关东地区）。数据来源于Video Research。1988年后节目分两部播出，图表中的数据为两部收视率之平均值。

第40回（1989年）开始红白分为两部播出。同一年昭和天皇驾崩，为了响应「回顾昭和」的呼声和逐渐多样化的观众的音乐喜好，节目组开始注重歌曲选择上的完整性以保证收视率的稳定。在这种对策下，收视率降低的趋势得到了一定的控制，1990年代节目第一部收视率基本稳定在50%左右。虽然1989年一度出现过停播红白歌会的意见，并以预定的「Asia音乐祭」（アジア音楽祭）将之取代，但因NHK內部人事变动，该计划并未实现。此外，从本回开始第一部表演也加入到最终评分范围中。受此影响，同时播出的TBS电视台《日本唱片大奖》与红白形成了直接的竞争局面。因两档节目间争夺歌手而导致歌手在不同演出场地间大规模移动的现象也变得十分严重。在向NHK方面表示不满的同时，《日本唱片大奖》收视率长期受红白影响，1995年起从30%左右逐年降低。直到2006年TBS将《日本唱片大奖》的播出日期提前了一天，两档节目相互竞争的局面就此结束。
1999年第50回节目结束后，照例播出跨年节目《辞旧迎新》。但在23:58:30左右电视画面再次切换回刚刚结束红白后的NHK大厅，开始播出由红白出演者和现场观众共同进行世纪倒计时的画面。这之后，由本回原创歌曲《致21世纪的你们~A song for Children~》的表演者们进行大合唱。通常，NHK综合频道播出的《辭舊迎新》与其他私营电视台同时播出的跨年倒计时节目相比均较为简朴，但本回例外。

### 2000年代－

#### 演歌时代的落幕
21世纪下，音乐销量不再与歌手人气相对等，过去常年出现在舞台上的歌手人气开始下滑。部分传统演歌歌手根据当年的业绩与收入来决定是否参加当年的红白歌会，而新兴的流行音乐歌手则并不需要通过出演红白来提升人气，有些甚至拒绝了红白出演的邀请。第54回（2003年），男子偶像组合SMAP担任最终压轴并上台表演歌曲《世界上唯一的花》，象征着演歌歌手占据节目壓軸演出格局的瓦解。
2000年代后半，由于杰尼斯事务所几乎垄断了男性偶像市场，红白歌会中几乎每年都由该公司的艺人担任白组主持人。另一方面，红组主持人多由NHK当家戲劇節目（如大河剧、晨間劇）的女主角担任。而过去的“辞退组”，如第59回（2008年）中Mr.Children、第60回中矢泽永吉等开始在红白首次出演，这之后每年都有过去拒绝红白出演的歌手接受了节目组的邀请并出场。
2010年代后，流行音乐歌手大量登上红白舞台。相对的演歌业则不断萎缩，演歌歌手出场也变得困难，而过去出演的歌手接连以「勇退」的形式离开红白歌会的舞台。但在中坚歌手和新人歌手的支持下，演歌在此时期的红白中仍占有一定席位。

#### 传奇的结束与变革的尝试
随着国民生活方式的多样化，以及当时与卫星频道BS进行同步廣播的原因，通过地面电视信号播出的红白歌会收视率逐渐降至40%左右。过去，民營电视台在除夕当天往往避免自家的节目与红白歌会正面对抗，随着红白人气的走低，部分电视台也开始尝试制作与红白相对抗的节目。2003年，TBS电视台播出的日本搏斗技节目《K-1 PREMIUM 2003 Dynamite!!》中鲍伯·萨普与曙太郎进行对决时，该节目的实时收视率连续4分钟反超同时播出的第54回红白歌会，自开始统计收视率以来尚属首次。同一时间，正在红白舞台上表演的是歌手长渕刚。

为了改变红白歌会的颓势，制作组方面也在对节目进行改革：

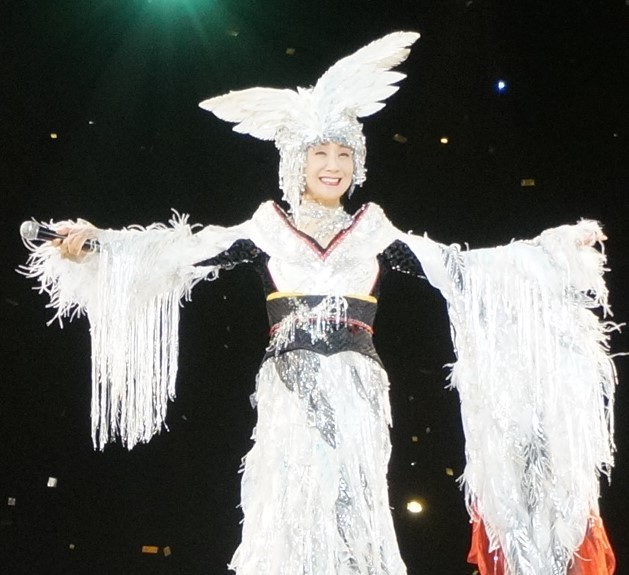
身着第61回NHK紅白歌合戰（2010年）出场服装的小林幸子。实际出场时小林则是站在一直扇动着翅膀的大型仙鹤模型之上。

- 第53回（2002年），节目组以「日本音乐界总清算」为主题，使出场歌手和曲目更多样化[92]。随着演歌歌手接连落选，本回开始演歌歌手减少到不足总参演人数的一半[93]。
- 第58回（2007年），随着节目同时进行的额外节目被废止，节目的重心再次回归歌曲本身。第58~60回节目设计了「歌唱力」（歌力）企划，作为其一部分2007年还播出了《红白问题测验（日语：クイズ紅白検定）》这一关联节目。这之后，每回节目都会安排一定的主题。
- 第59回（2008年）之后，除第65回，节目结尾统计得分时会快速回放本回节目中歌手出场时的镜头。
- 第60回（2009年）之后，节目结束后均会在NHK On Demand（日语：NHKオンデマンド）提供为期10天的收费回放服务（2010年后延长至14天）。杰尼斯事务所的艺人参演的节目中提供网上点播属首次[94]。
- 相比过去的红白歌会完全以舞台为中心，第58回（2007年）后节目组还在后台休息室（楽屋）中安排了转播，主持人与未上台的歌手们进行聊天或是介绍节目的后台状况。此外还有以副音声「红白幕后谈话」（紅白裏トーク）、直播「红白休息室谈话」（紅白楽屋トーク）等多种形式，均随着红白的进行同时播出。

2004年，某NHK制作人曝出贪污近5000万日元的制作费的丑闻，社会对NHK方面的批判声变得异常猛烈，而对红白「应有的状态」的讨论则再次拿上台面。当年的第55回，为了体现出场歌手选择的透明性，节目组以「希望红白出场的歌手」为题进行了社会调查，但最终收到了来自歌手方面的不满。次年第56回，节目组以「想在红白上听到的歌」为题向观众进行问卷调查，但是收到了大量的有组织的投票（組織票），此方式仅此一年便废止了。
CG技术在2010年代后迅速发展，随之节目演出中也大量使用了视频特效技术。随着在NHK大厅以外进行转播演出的方式重回舞台，每年都有歌手通过转播的方式的进行表演。其中在NHK方面帮助下准备的舞台在规模上往往更胜一筹。第63回（2012年）现场演奏被全部取消，取而代之的是全体通过类似卡拉OK的方式进行演出。直到4年后第67回中，现场演奏才重回舞台。

#### 对红白基础模式的反思
2000年代中期开始，对于节目胜负模式、审查方法、男女对抗形式等红白基础模式上的意见不断涌现。相关意见诸如「白组歌手的歌迷有组织地投票，总是让白组赢 」，「私营电视台的音乐节目中歌手可以合作表演，对于区分男女的红白来说，表演受到了限制」，「还有必要将男女区分竞争吗 」，「在LGBT平权的社会下，也有像生物股长和AAA这样性别构成多样化的组合，以『红组』，『白组』这种男女相区分的形式竞争胜负难道不应是时代的错误吗 」等。
- 北岛三郎同样认为男女对抗战这种形式应该取消[102]，增加男女混合组合出场的机会，在红组和白组的出场数上不必再保持一致[103]。
- 第69回（2018年）中，「與源媽媽同樂（日语：おげんさんといっしょ）」这一短剧里，歌手星野源男扮女装出演了「源媽媽」（おげんさん）这一角色，并通过该角色表达了「将来的红白中红组和白组之间不再有性别隔阂，混合队伍也可以」的期待[104]。

#### 其他
2019年4月29日，NHK综合《总清算！平成红白歌会》播出，该节目利用两部共175分钟的时间，在新年号令和到来之际回顾了平成年代的所有红白歌会。
2021年3月至2022年6月，因NHK大厅需要进行耐震施工，预定在2021年播出的第72回将改为在東京國際論壇举行。这是本节目自开始固定在NHK大厅播出的第23回以来，时隔近半个世纪再次更换场地。

### 审查方法历史
| 时期                                | 审查方法 |
| ----------------------------------- | --- |
| ? - 第13回（1962年）                | 审查员举起涂有红白两色的团扇，将代表优势队伍颜色的一面朝向舞台，最终以向着舞台颜色数目多的一组获胜。 |
| 第14回（1963年） - 第15回（1964年） | 地方放送局的播音员公布各地区地方审查员的分数，在此基础上加上审查委员长（NHK综艺局局长）和特别审查员的分数，最终分数高的队伍获胜。使用LED板显示最终结果。 |
| 第16回（1965年） - 第19回（1968年） | 特别审查员将球放入箱子中，两队主持人向舞台两侧投掷箱子中的球，球多的一队获胜。 |
| 第20回（1969年） - 第31回（1980年） | 得分统计中心的工作人员通过电话询问各地区代表的意见，并将各地两组的得分进行统计。特别审查员通过按下对应按钮向支持的队伍投票，与地方代表处的得分合并后，得分多的队伍获胜。 - 第23回（1972年）开始，NHK在放送大楼里特别安排了一个演播室进行电话调查，并在全国多个地方实行一般审查员制度。这种方式在3年后的第26回（1975年）到第31回再次出现。 |
| 第32回（1981年） - 第52回（2001年） | 场內的观众开始作为客席审查员进行投票。节目使用卡片或团扇判断台下观众中的优势队伍：第32回（1981年）使用了卡片；使用团扇时上面会印有本组主持人自画像。观众举起代表队伍的指示物后，由日本野鸟会的成员使用双筒望远镜对场内指示物进行计数（第37~42回未使用此方式）。 - 第37回（1986年）由舞台中央巨大的CRT显示器以类似进度条的形式表示投票结果。 - 第42回中在大厅的上方升起了附有话筒的UFO形气球，通过测定场內观众呼声的大小决定场內观众的投票结果。 通过团扇投票获得的投票数将由本年度“日本第一算盘”（そろ盤日本一）称号获得者通过珠心算对结果进行合计。第46回（1995年）将场內观众分三段进行结果公布，第47回后改为一次公布。同一回改由数位穿着绿色服装的珠算有段位者（珠算有段者）与野鸟会的成员一同进行统计，由综合主持人发表结果。嘉宾审查员将球放入自己支持的队伍中，现场团扇得票数多的队伍可以获得额外球，最终由两组的主持人将代表本组的箱子中的球扔向观众席。获得球数多的队伍获胜。 - 此外，日本野鸟会成员负责了第32回（1981年）-第36回、第43回、第44回（1993年）-第53回、第64回、第65回、第67回由麻布大学野鸟研究部的成员负责统计。双方在负责红白统计工作时均会事先空出档期，并在登场时穿着统一的服装，在舞台左右两侧进行统计工作。 |
| 第53回（2002年） - 第54回（2003年） | 使用数字电视的双向功能引入客厅审查员（お茶の間審査員）进行投票，电视机前的观众按下遥控器上对应的按钮进行投票：红组为红色；白组为蓝色。客席审查员、客厅审查员中优势队伍可以各获得一个球。 - 客席审查员投票时使用球作为投票方式，此投票方式参考了节目《爆笑ONAIR》的投票方式（详细请参考爆笑ONAIR#审查方法），并暂时取代了之前使用双筒望远镜的统计方式。 |
| 第55回（2004年）                    | 现场观众不参与审查环节，由特别审查员（11票）和客厅数字审查员（2票）共13个球决定胜负。 |
| 第56回（2005年）                    | 改为由总票数决定胜负。审查员构成变为：10名嘉宾审查员、抽选的10000名「数字电视审查员」、新设立的「手机审查员」和由3000名左右在场观众组成的会场审查员，最终由上述审查员的投票决定本回胜负。此外，「数字电视审查员」和「手机审查员」的申请者中还将抽出各10人，共20人作为「家乡审查员」被邀请到NHK大厅现场观看（行程费用由NHK报销）。会场审查中，包含上述的嘉宾审查员和家乡审查员在内，场内所有审查员将红白专用的团扇面向舞台上的雷达，通过类似节目《POP JAM》中的反射雷达的方式进行统计。 |
| 第57回（2006年）                    | 引入使用手机数字电视双向功能的「1seg审查员」，并与手机审查员一样通过抽选的方式选出。同一回各类审查员增加到15000人，家乡审查员也增加到30人。同时节目重新使用球作为投票方式，特别审查员一人一个球，其他来源的投票结果最终等效为球数后加入总球数中： - 中间审查中，手机审查员和数字TV审查员+1seg审查员（二者作为同一来源）各代表一个球 - 最终审查中，会场审查员、手机审查员、数字TV审查员+1seg审查员各代表两个球，加上10名嘉宾审查员（1人1球）以及中间审查时的两个球共18个球进行计数。在这种情况下两队平局的情况亦可能出现（相比之下过去的总球数均为奇数）。 在手机审查员还需要通过抽选决定时，1seg审查员却因为带有此功能的机型较少，直到预定截止日期也未能满员。节目播出当天仍开放申请。 |
| 第58回（2007年）                    | 手机审查员增加到50000人，1seg审查员不再限制人数，审查方法再次变为按照审查员的投票总数决定胜负。在最终审查时会在中间审查时的票数上进行累计。 - 中间审查从本回由1次增加到2次（三轮投票时间为20:00、21:15、23:35，每轮约三分钟）。 - 审查结果通过通过东京塔的灯光揭晓，将塔身原本的照明关闭后改为对应队伍的颜色以发表获胜队伍。 |
| 第59回（2008年） - 第61回（2010年） | 使用同样的审查方式，但中间审查变回1次。结果通过舞台上的LED屏幕展示的颜色表示。 |
| 第62回（2011年） - 第63回（2012年） | 基本审查方法与之前相同，最终审查使用票数统计制。这两回中嘉宾审查员通过举起对应颜色红白吉祥物玩偶（ウタ♪ウッキー）进行投票，红组为红色的（发音同「呜」），白组为白色的（发音同「它」）。 - 第63回开始智能手机也可以参与投票环节（有人数限制）。 |
| 第64回（2013年）                    | 相隔7年再次使用球进行最终审查。 |
| 第65回（2014年） - 第66回（2015年） | 与使用团扇的方法类似，嘉宾和现场观众将荧光棒切换至自己支持的队伍的颜色，由麻布大学野鸟研究部进行计数。 |
| 第67回（2016年）                    | 与第64回相同，使用球作为审查方式。场外观众（視聴者）在每组对战结束后便可投入一票。最后场外审查员、会场审查员投票中的优势队伍放入两个球，嘉宾审查员一人一个球。 |
| 第68回（2017年）                    | 场外观众每组对战结束后可以投1票。会场和嘉宾审查员在最终审查时后一人投入一票。 会场审查员使用团扇进行投票。 |
| 第69回（2018年） - 第70回（2019年） | 场外观众投票回归中间投票和最终投票两个部分。场外观众、嘉宾、会场投票中票数多的队伍获得1分，获得2分以上的队伍获胜。 |
| 第71回（2020年）                    | 受2019冠状病毒病影响，本次红白歌会无现场观众，最终得票完全来自场外观众投票。场外观众在观看开始时获得1票，随后每连续观看5分钟达到10次可以多获得1票（每个电视台最多获得5票），投票不可分割，即所有票必须同时投给红组或白组。 |
| 第72回（2021年）- 第73回（2022年）  | 第72回起重恢復有現場觀眾。投票方式採用電視觀眾、嘉賓、會場投票中三方投票，各方投票中票數多的隊伍獲得1分，獲得2分以上的隊伍獲勝。但對比2020年，電視觀眾的投票改為可分割，在得到1球時（連續錄得10次5分鐘收看）時，即可按意願即時選擇組別投球，或是待最終投票時間把總得球分配至各組。如最終出現平手（特別是審查員評審中，兩屆人數均為雙數）時，NHK的說法是有機會出現雙方同勝的可能性。 |

## 各回概要
截止最新一回NHK红白歌会，红、白二组的对战成绩为：红组 34 － 41 白组。从第56回（2005年）到第61回（2010年）的白组6连胜是迄今红白歌会史上的最长连胜纪录。
| 回数   | 播送日         | 播送时间                          | 红组主持            | 白组主持          | 总主持                             | 获胜方                   | 平均收视率            |
| ------ | -------------- | --------------------------------- | ------------------- | ----------------- | ---------------------------------- | ------------------------ | --------------------- |
| 第1回  | 1951年1月3日   | 20:00-21:00                       | 加藤道子            | 藤仓修一          | 田边正晴                           | 白（白 1:0）             | 无收视记录            |
| 第2回  | 1952年1月3日   | 19:30-21:00                       | 丹下清子            | 藤仓修一          | 田边正晴                           | 白（白 2:0）             | 无收视记录            |
| 第3回  | 1953年1月2日   | 19:30-21:00                       | 本田寿贺            | 宫田辉            | 志村正顺                           | 白（白 3:0）             | 无收视记录            |
| 第4回  | 1953年12月31日 | 21:15-22:45                       | 水之江泷子          | 高桥圭三          | 北出清五郎                         | 红（紅 1:3）             | 无收视记录            |
| 第5回  | 1954年12月31日 | 21:15-23:00                       | 福士夏江            | 高桥圭三          | 石井钟三郎                         | 红（紅 2:3）             | 无收视记录            |
| 第6回  | 1955年12月31日 | 21:15-23:00                       | 宫田辉              | 高桥圭三          | 石井钟三郎                         | 红（5:4）（紅 3:3）      | 无收视记录            |
| 第7回  | 1956年12月31日 | 21:05-23:00                       | 宫田辉              | 高桥圭三          | 石井钟三郎                         | 白（白 4:3）             | 无收视记录            |
| 第8回  | 1957年12月31日 | 21:05-23:00                       | 水之江泷子          | 高桥圭三          | 石井钟三郎                         | 红（7:4）（紅 4:4）      | 无收视记录            |
| 第9回  | 1958年12月31日 | 21:10-23:35                       | 黑柳徹子            | 高桥圭三          | 石井钟三郎                         | 红（7:4）（紅 5:4）      | 无收视记录            |
| 第10回 | 1959年12月31日 | 21:05-23:35                       | 中村明光            | 高桥圭三          | 石井钟三郎                         | 红（7:4）（紅 6:4）      | 无收视记录            |
| 第11回 | 1960年12月31日 | 21:00-23:40                       | 中村明光            | 高桥圭三          | 石井钟三郎                         | 白（白 5:6）             | 无收视记录            |
| 第12回 | 1961年12月31日 | 21:00-23:40                       | 中村明光            | 高桥圭三          | 穗坂俊明                           | 白（白 6:6）             | 无收视记录            |
| 第13回 | 1962年12月31日 | 21:00-23:45                       | 森光子              | 宫田辉            | 石井钟三郎                         | 白（白 7:6）             | 80.4%                 |
| 第14回 | 1963年12月31日 | 21:05-23:45                       | 江利智惠美          | 宫田辉            | 石井钟三郎                         | 红（19:8）（紅 7:7）     | 81.4%                 |
| 第15回 | 1964年12月31日 | 21:05-23:45                       | 江利智惠美          | 宫田辉            | 石井钟三郎                         | 白（白 8:7）             | 72.0%                 |
| 第16回 | 1965年12月31日 | 21:05-23:45                       | 林美智子            | 宫田辉            | 石井钟三郎                         | 白（14:11）（白 9:7）    | 78.1%                 |
| 第17回 | 1966年12月31日 | 21:05-23:45                       | 佩吉·叶山           | 宫田辉            | 石井钟三郎                         | 红（22:3）（紅 8:9）     | 74.0%                 |
| 第18回 | 1967年12月31日 | 21:00-23:45                       | 九重佑三子          | 宫田辉            | 石井钟三郎                         | 红（紅 9:9）             | 76.7%                 |
| 第19回 | 1968年12月31日 | 21:00-23:45                       | 水前寺清子          | 坂本九            | 宫田辉                             | 白（10:7）（白 10:9）    | 76.9%                 |
| 第20回 | 1969年12月31日 | 21:00-23:45                       | 伊东由佳里          | 坂本九            | 宫田辉                             | 红（10:7）（紅 10:10）   | 69.7%                 |
| 第21回 | 1970年12月31日 | 21:00-23:45                       | 美空云雀            | 宫田辉            | 北出清五郎                         | 红（81:79）（紅 11:10）  | 77.0%                 |
| 第22回 | 1971年12月31日 | 21:00-23:45                       | 水前寺清子          | 宫田辉            | 铃木文弥                           | 白（102:98）（白 11:11） | 78.1%                 |
| 第23回 | 1972年12月31日 | 21:00-23:45                       | 佐良直美            | 宫田辉            | 山川静夫                           | 红（59:42）（紅 12:11）  | 80.6%                 |
| 第24回 | 1973年12月31日 | 21:00-23:45                       | 水前寺清子          | 宫田辉            | 山川静夫                           | 红（紅 13:11）           | 75.8%                 |
| 第25回 | 1974年12月31日 | 21:00-23:45                       | 佐良直美            | 山川靜夫          | 土门正夫 中江阳三                  | 红（紅 14:11）           | 74.8%                 |
| 第26回 | 1975年12月31日 | 21:00-23:45                       | 佐良直美            | 山川靜夫          | 相川浩                             | 白（白 12:14）           | 72.0%                 |
| 第27回 | 1976年12月31日 | 21:00-23:45                       | 佐良直美            | 山川靜夫          | 相川浩                             | 红（紅 15:12）           | 74.6%                 |
| 第28回 | 1977年12月31日 | 21:00-23:45                       | 佐良直美            | 山川靜夫          | 相川浩                             | 白（白 13:15）           | 77.0%                 |
| 第29回 | 1978年12月31日 | 21:00-23:45                       | 森光子              | 山川靜夫          | 相川浩                             | 白（白 14:15）           | 72.2%                 |
| 第30回 | 1979年12月31日 | 21:00-23:45                       | 水前寺清子          | 山川靜夫          | 中江阳三                           | 红（紅 16:14）           | 77.0%                 |
| 第31回 | 1980年12月31日 | 21:00-23:45                       | 黑柳彻子            | 山川靜夫          | 中江阳三                           | 红（紅 17:14）           | 71.1%                 |
| 第32回 | 1981年12月31日 | 21:00-23:45                       | 黑柳彻子            | 山川靜夫          | 生方惠一                           | 白（22:11）（白 15:17）  | 74.9%                 |
| 第33回 | 1982年12月31日 | 21:00-23:45                       | 黑柳彻子            | 山川靜夫          | 生方惠一                           | 红（19:16）（紅 18:15）  | 69.9%                 |
| 第34回 | 1983年12月31日 | 21:00-23:45                       | 黑柳彻子            | 铃木健二          | 塔摩利                             | 白（19:10）（白 16:18）  | 74.2%                 |
| 第35回 | 1984年12月31日 | 21:00-23:45                       | 森光子              | 铃木健二          | 生方惠一                           | 红（31:2）（紅 19:16）   | 78.1%                 |
| 第36回 | 1985年12月31日 | 21:00-23:45                       | 森昌子              | 铃木健二          | 千田正穗                           | 红（22:11）（紅 20:16）  | 66.0%                 |
| 第37回 | 1986年12月31日 | 21:00-23:45                       | 目加田赖子 齐藤由贵 | 千田正穗 加山雄三 | 吉川精一                           | 白（白 17:20）           | 59.4%                 |
| 第38回 | 1987年12月31日 | 21:00-23:45                       | 和田现子            | 加山雄三          | 吉川精一                           | 红（18:9）（紅 21:17）   | 55.2%                 |
| 第39回 | 1988年12月31日 | 21:00-23:45                       | 和田现子            | 加山雄三          | 杉浦圭子                           | 白（19:8）（白 18:21）   | 53.9%                 |
| 第40回 | 1989年12月31日 | 1部 19:20-20:55 2部 21:00-23:45   | 三田佳子            | 武田铁矢          | 松平定知                           | 红（20:7）（紅 22:18）   | 1部 38.5% 2部 47.0%   |
| 第41回 | 1990年12月31日 | 1部 19:20-20:55 2部 21:00-23:45   | 三田佳子            | 西田敏行          | 松平定知                           | 白（13:4）（白 19:22）   | 1部 30.6% 2部 51.5%   |
| 第42回 | 1991年12月31日 | 1部 19:20-20:55 2部 21:00-23:45   | 浅野裕子            | 堺正章            | 山川靜夫                           | 红（8:7）（紅 23:19）    | 1部 34.9% 2部 51.5%   |
| 第43回 | 1992年12月31日 | 1部 19:20-20:55 2部 21:00-23:45   | 石田光              | 堺正章            | 山川靜夫                           | 白（15:2）（白 20:23）   | 1部 40.2% 2部 55.2%   |
| 第44回 | 1993年12月31日 | 1部 19:30-20:55 2部 21:00-23:45   | 石田光              | 堺正章            | 森田美由纪                         | 白（18:9）（白 21:23）   | 1部 42.4% 2部 50.1%   |
| 第45回 | 1994年12月31日 | 1部 20:00-21:25 2部 21:30-23:45   | 上沼惠美子          | 古馆伊知郎        | 宫川泰夫                           | 红（9:8）（紅 24:21）    | 1部 40.1% 2部 51.5%   |
| 第46回 | 1995年12月31日 | 1部 20:00-21:25 2部 21:30-23:45   | 上沼惠美子          | 古馆伊知郎        | 宫本隆治 草野满代                  | 白（13:4）（白 22:24）   | 1部 44.9% 2部 50.4%   |
| 第47回 | 1996年12月31日 | 1部 20:00-21:25 2部 21:30-23:45   | 松隆子              | 古馆伊知郎        | 宫本隆治 草野满代                  | 白（9:4）（白 23:24）    | 1部 41.6% 2部 53.9%   |
| 第48回 | 1997年12月31日 | 1部 20:00-21:25 2部 21:30-23:45   | 和田现子            | 中居正广 （SMAP） | 宫本隆治                           | 白（9:4）（白 24:24）    | 1部 40.2% 2部 50.7%   |
| 第49回 | 1998年12月31日 | 1部 20:00-21:25 2部 21:30-23:45   | 久保纯子            | 中居正广 （SMAP） | 宫本隆治                           | 红（9:4）（紅 25:24）    | 1部 45.4% 2部 57.2%   |
| 第50回 | 1999年12月31日 | 1部 19:30-21:20 2部 21:30-23:45   | 久保纯子            | 5代中村勘九郎     | 宫本隆治                           | 白（7:6）（白 25:25）    | 1部 45.8% 2部 50.8%   |
| 第51回 | 2000年12月31日 | 1部 19:20-21:25 2部 21:30-23:45   | 久保纯子            | 和泉元弥          | 宫本隆治                           | 红（9:4）（紅 26:25）    | 1部 39.2% 2部 48.4%   |
| 第52回 | 2001年12月31日 | 1部 19:30-21:25 2部 21:30-23:45   | 有働由美子          | 阿部涉            | 三宅民夫                           | 白（9:4）（白 26:26）    | 1部 38.1% 2部 48.5%   |
| 第53回 | 2002年12月31日 | 1部 19:30-21:25 2部 21:30-23:45   | 有働由美子          | 阿部涉            | 三宅民夫                           | 红（9:6）（紅 27:26）    | 1部 37.1% 2部 47.3%   |
| 第54回 | 2003年12月31日 | 1部 19:30-21:20 2部 21:30-23:45   | 有働由美子 膳场贵子 | 阿部涉 高山哲哉   | 武内陶子                           | 白（15:0）（白 27:27）   | 1部 35.5% 2部 45.9%   |
| 第55回 | 2004年12月31日 | 1部 19:30-21:20 2部 21:30-23:45   | 小野文惠            | 阿部涉            | 堀尾正明                           | 红（8:5）（紅 28:27）    | 1部 30.8% 2部 39.3%   |
| 第56回 | 2005年12月31日 | 1部 19:20-21:25 2部 21:30-23:45   | 仲间由纪惠          | 山本耕史          | 三野文太 山根基世                  | 白（白 28:28）           | 1部 35.4% 2部 42.9%   |
| 第57回 | 2006年12月31日 | 前半 19:20-21:25 后半 21:30-23:45 | 仲间由纪惠          | 中居正广 （SMAP） | 三宅民夫 黑崎惠                    | 白（13:5）（白 29:28）   | 前半 30.6% 后半 39.8% |
| 第58回 | 2007年12月31日 | 前半 19:20-21:25 后半 21:30-23:45 | 中居正广 （SMAP）   | 笑福亭鹤瓶        | 松本和也 住吉美纪                  | 白（白 30:28）           | 前半 32.8% 后半 39.5% |
| 第59回 | 2008年12月31日 | 前半 19:20-21:25 后半 21:30-23:45 | 仲间由纪惠          | 中居正广 （SMAP） | 松本和也 小野文惠                  | 白（白 31:28）           | 前半 35.7% 后半 42.1% |
| 第60回 | 2009年12月31日 | 前半 19:15-20:55 后半 21:00-23:45 | 仲间由纪惠          | 中居正广 （SMAP） | 阿部涉                             | 白（白 32:28）           | 前半 37.1% 后半 40.8% |
| 第61回 | 2010年12月31日 | 前半 19:15-21:25 后半 21:30-23:45 | 松下奈绪            | 岚                | 阿部涉                             | 白（白 33:28）           | 前半 35.7% 后半 41.7% |
| 第62回 | 2011年12月31日 | 前半 19:15-20:55 后半 21:00-23:45 | 井上真央            | 岚                | 阿部涉                             | 红（紅 29:33）           | 前半 35.2% 后半 41.6% |
| 第63回 | 2012年12月31日 | 前半 19:15-20:55 后半 21:00-23:45 | 堀北真希            | 岚                | 有働由美子                         | 白（白 34:29）           | 前半 33.2% 后半 42.5% |
| 第64回 | 2013年12月31日 | 前半 19:15-20:55 后半 21:00-23:45 | 绫濑遥              | 岚                | 有働由美子                         | 白（9:4）（白 35:29）    | 前半 36.9% 后半 44.5% |
| 第65回 | 2014年12月31日 | 前半 19:15-20:55 后半 21:00-23:45 | 吉高由里子          | 岚                | 有働由美子                         | 白（白 36:29）           | 前半 35.1% 后半 42.2% |
| 第66回 | 2015年12月31日 | 前半 19:15-20:55 后半 21:00-23:45 | 绫濑遥              | 井之原快彦 （V6） | 黑柳徹子 有働由美子                | 红（紅 30:36）           | 前半 34.8% 后半 39.2% |
| 第67回 | 2016年12月31日 | 前半 19:15-20:55 后半 21:00-23:45 | 有村架纯            | 相叶雅纪 （岚）   | 武田真一                           | 红（9:6）（紅 31:36）    | 前半 35.1% 后半 40.2% |
| 第68回 | 2017年12月31日 | 前半 19:15-20:55 后半 21:00-23:45 | 有村架纯            | 二宫和也 （岚）   | 内村光良 （小內小南） 桑子真帆     | 白（白 37:31）           | 前半 35.8% 后半 39.4% |
| 第69回 | 2018年12月31日 | 前半 19:15-20:55 后半 21:00-23:45 | 廣瀨鈴              | 櫻井翔 （嵐）     | 内村光良 （小內小南） 桑子真帆     | 白（白 38:31）           | 前半 37.7% 后半 41.5% |
| 第70回 | 2019年12月31日 | 前半 19:15-20:55 后半 21:00-23:45 | 綾瀨遙              | 櫻井翔 （嵐）     | 內村光良 （小內小南） 和久田麻由子 | 白（白 39:31）           | 前半 34.7% 後半 37.3% |
| 第71回 | 2020年12月31日 | 前半 19:30-20:55 後半 21:00-23:45 | 二階堂富美          | 大泉洋            | 內村光良 （小內小南） 桑子真帆     | 红（紅 32:39）           | 前半 34.2% 後半 40.3% |

| 回数   | 播送日         | 播送时间                          | 主持人                                | 获胜方         | 平均收视率            |
| ------ | -------------- | --------------------------------- | ------------------------------------- | -------------- | --------------------- |
| 第72回 | 2021年12月31日 | 前半 19:30-20:55 後半 21:00-23:45 | 川口春奈 大泉洋 和久田麻由子          | 红（紅 33:39） | 前半 31.5% 後半 34.3% |
| 第73回 | 2022年12月31日 | 前半 19:20-20:55 後半 21:00-23:45 | 橋本環奈 大泉洋 櫻井翔 桑子真帆       | 白（白 40:33） | 前半 31.2% 後半 35.3% |
| 第74回 | 2023年12月31日 | 前半 19:20-20:55 後半 21:00-23:45 | 有吉弘行 橋本環奈 濱邊美波 高瀨耕造   | 红（紅 34:40） | 前半 29.0% 後半 31.9% |
| 第75回 | 2024年12月31日 | 前半 19:20-20:55 後半 21:00-23:45 | 有吉弘行 橋本環奈 伊藤沙莉 鈴木奈穗子 | 白（白 41:34） | 前半 29.0% 後半 32.7% |

1. 部分优胜者队伍后括弧內的数据为最终审查结果时的的票数。
2. 藤仓修一、田边正晴、本田寿贺、宫田辉、志村正顺、北出清五郎、福士夏江、高桥圭三、石井钟三郎、穗坂俊明、铃木文弥山川靜夫、土门正夫、中江阳三、相川浩、生方惠一、铃木健二、千田正穗、目加田赖子、吉川精一、杉浦圭子、松平定知、森田美由纪、宫川泰夫、宫本隆治、草野满代、久保纯子、有働由美子、阿部涉、三宅民夫、膳场贵子、高山哲哉、武內陶子、小野文惠、堀尾正明、山根基世、黑崎惠、松本和也、住吉美纪、武田真一等人出任NHK红白歌会主持人时均为NHK东京播音室的在籍播音员。
3. 总主持中，第25回的土门正夫、中江阳三；第34回的塔摩利和第45回的宫川泰夫是以“督促者”的名义担任主持。总主持的官方形式是第19回到第20回；第34回到第55回和第57回。
4. 第56回中，最初宣布有4名主持人，上表中记录了这4名主持人在发布会上的分工。但在实际播出中，仲间由纪惠和山本耕史的主要角色是分别担任红组和白组的出场歌手；三野文太则是出任控场的主持人；而山根基世则主要是督促者角色。
5. 第72回起，红白的主持人不冠以“红组主持”、“白组主持”、“综合主持”的名义，通称为“主持人”（日文谓之）。

| 回数             | 播音员                 |
| ---------------- | ---------------------- |
| 第51回（2000年） | 阿部涉                 |
| 第52回（2001年） | 小野文惠、高市佳明     |
| 第53回（2002年） | 小野文惠、高市佳明     |
| 第54回（2003年） | 小野文惠、藤崎弘士     |
| 第55回（2004年） | 藤崎弘士、住吉美纪     |
| 第56回（2005年） | 藤崎弘士、黑崎惠       |
| 第57回（2006年） | 小田切千、岛津有理子   |
| 第58回（2007年） | 小田切千、塚原爱       |
| 第59回（2008年） | 山田康弘、神田爱花     |
| 第60回（2009年） | 山田康弘、神田爱花     |
| 第61回（2010年） | 小松宏司、黑崎惠       |
| 第62回（2011年） | 小松宏司、桥本奈穗子   |
| 第63回（2012年） | 青井实、桥本奈穗子     |
| 第64回（2013年） | 吉田一贵、久保田祐佳   |
| 第65回（2014年） | 青井实、首藤奈知子     |
| 第66回（2015年） | 中川绿、高山哲哉       |
| 第67回（2016年） | 寺门亚衣子、二宫直辉   |
| 第68回（2017年） | 小鄉知子、二宮直輝     |
| 第69回（2018年） | 小松宏司、千葉美乃梨   |
| 第70回（2019年） | 片山千惠子、田村直之   |
| 第71回（2020年） | 田村直之、赤木野野花   |
| 第72回（2021年） | 佐藤俊吉、淺野里香     |
| 第73回（2022年） | 渡邊健太、淺野里香     |
| 第74回（2023年） | 渡邊健太、森田茉里惠   |
| 第75回（2024年） | 佐佐木芳史、森田茉里惠 |

### 歷代壓軸歌手及曲目
（ ）內為歌手出場次數、[ ] 內為歌手壓軸次數、淺黃色標記為總壓軸。
| 回數   | 年          | 紅組壓軸                   | 紅組壓軸              | 白組壓軸             | 白組壓軸                                   |
| 回數   | 年          | 歌手                       | 曲目                  | 歌手                 | 曲目                                       |
| ------ | ----------- | -------------------------- | --------------------- | -------------------- | ------------------------------------------ |
| 第1回  | 1951年      | 渡邊濱子（初）[初]         |                       | 藤山一郎（初）[初]   |                                            |
| 第2回  | 1952年      | 渡邊濱子（2）[2]           |                       | 藤山一郎（2）[2]     |                                            |
| 第3回  | 1953年 1月  | 笠置靜子（2）[初]          |                       | 灰田勝彦（2）[初]    |                                            |
| 第4回  | 1953年 12月 | 淡路紀子（初）[初]         |                       | 藤山一郎（4）[3]     |                                            |
| 第5回  | 1954年      | 渡邊濱子（4）[3]           |                       | 霧島昇（3）[初]      |                                            |
| 第6回  | 1955年      | 二葉秋子（6）[初]          |                       | 藤山一郎（6）[4]     |                                            |
| 第7回  | 1956年      | 笠置靜子（4）[2]           |                       | 灰田勝彦（4）[2]     |                                            |
| 第8回  | 1957年      | 美空雲雀（2）[初]          |                       | 三橋美智也（2）[初]  |                                            |
| 第9回  | 1958年      | 美空雲雀（3）[2]           |                       | 三橋美智也（3）[2]   |                                            |
| 第10回 | 1959年      | 美空雲雀（4）[3]           |                       | 春日八郎（5）[初]    |                                            |
| 第11回 | 1960年      | 島倉千代子（4）[初]        |                       | 三橋美智也（5）[3]   |                                            |
| 第12回 | 1961年      | 島倉千代子（5）[2]         |                       | 三波春夫（4）[初]    |                                            |
| 第13回 | 1962年      | 島倉千代子（6）[3]         |                       | 三橋美智也（7）[4]   |                                            |
| 第14回 | 1963年      | 美空雲雀（8）[4]           |                       | 三波春夫（6）[2]     |                                            |
| 第15回 | 1964年      | 美空雲雀（9）[5]           |                       | 三波春夫（7）[3]     |                                            |
| 第16回 | 1965年      | 美空雲雀（10）[6]          |                       | 橋幸夫（6）[初]      |                                            |
| 第17回 | 1966年      | 美空雲雀（11）[7]          |                       | 三波春夫（8）[4]     |                                            |
| 第18回 | 1967年      | 美空雲雀（12）[8]          |                       | 三波春夫（9）[5]     |                                            |
| 第19回 | 1968年      | 美空雲雀（13）[9]          |                       | 橋幸夫（9）[2]       |                                            |
| 第20回 | 1969年      | 美空雲雀（14）[10]         |                       | 森進一（2）[初]      |                                            |
| 第21回 | 1970年      | 美空雲雀（15）[11]         |                       | 森進一（3）[2]       |                                            |
| 第22回 | 1971年      | 美空雲雀（16）[12]         |                       | 森進一（4）[3]       |                                            |
| 第23回 | 1972年      | 美空雲雀（17）[13]         |                       | 北島三郎（10）[初]   |                                            |
| 第24回 | 1973年      | 島倉千代子（17）[4]        |                       | 北島三郎（11）[2]    |                                            |
| 第25回 | 1974年      | 島倉千代子（18）[5]        |                       | 森進一（7）[4]       |                                            |
| 第26回 | 1975年      | 島倉千代子（19）[6]        |                       | 五木宏（5）[初]      |                                            |
| 第27回 | 1976年      | 都春美（12）[初]           |                       | 五木宏（6）[2]       |                                            |
| 第28回 | 1977年      | 八代亞紀（5）[初]          |                       | 五木宏（7）[3]       |                                            |
| 第29回 | 1978年      | 山口百惠（5）[初]          |                       | 澤田研二（6）[初]    |                                            |
| 第30回 | 1979年      | 八代亞紀（7）[2]           |                       | 五木宏（9）[4]       |                                            |
| 第31回 | 1980年      | 八代亞紀（8）[3]           |                       | 五木宏（10）[5]      |                                            |
| 第32回 | 1981年      | 森昌子（9）[初]            |                       | 北島三郎（19）[3]    |                                            |
| 第33回 | 1982年      | 都春美（18）[2]            |                       | 森進一（15）[5]      |                                            |
| 第34回 | 1983年      | 水前寺清子（19）[初]       |                       | 細川貴志（9）[初]    |                                            |
| 第35回 | 1984年      | 都春美（20）[3]            |                       | 森進一（17）[6]      |                                            |
| 第36回 | 1985年      | 森昌子（13）[2]            |                       | 森進一（18）[7]      |                                            |
| 第37回 | 1986年      | 石川小百合（9）[初]        | 越過天城              | 森進一（19）[8]      |                                            |
| 第38回 | 1987年      | 和田現子（11）[初]         |                       | 五木宏（17）[6]      |                                            |
| 第39回 | 1988年      | 小林幸子（10）[初]         |                       | 北島三郎（25）[4]    |                                            |
| 第40回 | 1989年      | 石川小百合（12）[2]        |                       | 北島三郎（26）[5]    |                                            |
| 第41回 | 1990年      | 都春美（22）[4]            |                       | 森進一（23）[9]      |                                            |
| 第42回 | 1991年      | 和田現子（15）[2]          |                       | 谷村新司（5）[初]    |                                            |
| 第43回 | 1992年      | 由紀紗織（13）[初]         |                       | 北島三郎（29）[6]    |                                            |
| 第44回 | 1993年      | 石川小百合（16）[3]        | 津輕海峽·冬景色       | 北島三郎（30）[7]    |                                            |
| 第45回 | 1994年      | 都春美（26）[5]            |                       | 五木宏（24）[7]      |                                            |
| 第46回 | 1995年      | 和田現子（19）[3]          |                       | 細川貴志（21）[2]    |                                            |
| 第47回 | 1996年      | 坂本冬美（9）[初]          |                       | 北島三郎（33）[8]    |                                            |
| 第48回 | 1997年      | 安室奈美恵（3）[初]        |                       | 五木宏（27）[8]      |                                            |
| 第49回 | 1998年      | 和田現子（22）[4]          |                       | 五木宏（28）[9]      |                                            |
| 第50回 | 1999年      | 和田現子（23）[5]          |                       | 北島三郎（36）[9]    |                                            |
| 第51回 | 2000年      | 天童芳美（5）[初]          |                       | 五木宏（30）[10]     |                                            |
| 第52回 | 2001年      | 和田現子（25）[6]          |                       | 北島三郎（38）[10]   |                                            |
| 第53回 | 2002年      | 石川小百合（25）[4]        | 越過天城              | 五木宏（32）[11]     |                                            |
| 第54回 | 2003年      | 天童芳美（8）[2]           |                       | SMAP（12）[初]       |                                            |
| 第55回 | 2004年      | 小林幸子（26）[2]          |                       | 五木宏（34）[12]     |                                            |
| 第56回 | 2005年      | 天童芳美（10）[3]          |                       | SMAP（13）[2]        |                                            |
| 第57回 | 2006年      | 川中美幸（19）[初]         |                       | 北島三郎（43）[11]   |                                            |
| 第58回 | 2007年      | 石川小百合（30）[5]        | 津輕海峽·冬景色       | 五木宏（37）[13]     |                                            |
| 第59回 | 2008年      | 和田現子（32）[7]          |                       | 冰川清志（9）[初]    |                                            |
| 第60回 | 2009年      | DREAMS COME TRUE（13）[初] |                       | 北島三郎（46）[12]   |                                            |
| 第61回 | 2010年      | DREAMS COME TRUE（14）[2]  |                       | SMAP（18）[3]        |                                            |
| 第62回 | 2011年      | 石川小百合（34）[6]        | 津輕海峽·冬景色       | SMAP（19）[4]        |                                            |
| 第63回 | 2012年      | 生物股長（5）[初]          | 隨著風吹              | SMAP（20）[5]        |                                            |
| 第64回 | 2013年      | 高橋真梨子（2）[初]        |                       | 北島三郎（50）[13]   |                                            |
| 第65回 | 2014年      | 松田聖子（18）[初]         | 想見你～Missing You～ | 嵐（6）[初]          | 2014 Thanks Medley                         |
| 第66回 | 2015年      | 松田聖子（19）[2]          | 紅色的麝香豌豆        | 近藤真彦（10）[初]   | 悠然銀光中                                 |
| 第67回 | 2016年      | 石川小百合（39）[7]        |                       | 嵐（8）[2]           |                                            |
| 第68回 | 2017年      | 石川小百合（40）[8]        |                       | 柚子（8）[初]        | 荣光之橋                                   |
| 第69回 | 2018年      | 石川小百合（41）[9]        | 越過天城              | 嵐（10）[3]          |                                            |
| 第69回 | 2018年      | 南方之星 (5) [初]          | 南方之星 (5) [初]     | 希望之辙、率性辛巴達 | 希望之辙、率性辛巴達                       |
| 第70回 | 2019年      | MISIA（4）[初]             | 愛的形狀組曲 （）     | 嵐（11）[4]          |                                            |
| 第71回 | 2020年      | MISIA（5）[2]              | 愛的形狀 （）         | 福山雅治（13）[初]   | 成為一家人吧 （）                          |
| 第72回 | 2021年      | MISIA（6）[3]              | 向著明天 2021 （明日へ 2021）    | 福山雅治（14）[2]    | 道標 〜紅白2021ver.〜 （道標 〜紅白2021ver.〜）                 |
| 第73回 | 2022年      | MISIA（7）[4]              | 希望之歌 （希望のうた）         | 福山雅治（15）[3]    | 櫻坂 （桜坂）                                  |
| 第74回 | 2023年      | MISIA（8）[5]              | 紅白Special 2023 （紅白スペシャル2023） | 福山雅治（16）[4]    | 「HELLO～想望」 紅白 Special Medley （「HELLO～想望」 紅白スペシャルメドレー）   |
| 第75回 | 2024年      | MISIA（9）[6]              | 紅白Special 2024 （紅白スペシャル2024） | 福山雅治（17）[5]    | 「瞳～少年」"為你而歌" Special Medley （「ひとみ～少年」“あなたへの歌” SPメドレー） |

### 歷代開場歌手及曲目
（ ）內為歌手出場次數、[ ] 內為歌手開場次數、淺藍色標記為總開場。
| 回数    | 年          | 紅組                                                    | 紅組                                       | 白組                           | 白組                                       |
| 回数    | 年          | 歌手                                                    | 曲目                                       | 歌手                           | 曲目                                       |
| ------- | ----------- | ------------------------------------------------------- | ------------------------------------------ | ------------------------------ | ------------------------------------------ |
| 第1回   | 1951年      | 菅原都々子（初) [初]                                    | 憧れの住む町                               | 鶴田六郎（初) [初]             | 港の恋唄                                   |
| 第2回   | 1952年      | 暁テル子(2) [初]                                        | メロンはいかが                             | 林伊佐緒(2) [初]               | 麗人草の歌                                 |
| 第3回   | 1953年 1月  | 菊池章子(2) [初]                                        | 母の瞳                                     | 林伊佐緒(3) [2]                | ダイナ・ブルース                           |
| 第4回   | 1953年 12月 | 赤坂小梅(2) [初]                                        | おてもやん                                 | 鈴木正夫(3) [初]               | 花笠音頭                                   |
| 第5回   | 1954年      | 宮城まり子（初) [初]                                    | 毒消しゃいらんかね                         | 岡本敦郎(4) [初]               | 高原列車は行く                             |
| 第6回   | 1955年      | 荒井惠子(2) [初]                                        | 希望をのせて馬車は行く                     | 鶴田六郎(5) [2]                | 天下の為さん                               |
| 第7回   | 1956年      | 荒井惠子(3) [2]                                         | 南の花嫁さん                               | 岡本敦郎(6) [2]                | 自転車旅行                                 |
| 第8回   | 1957年      | 楠トシエ(初) [初]                                       | お花どん                                   | 曾根史郎(2) [初]               | 看板娘の花子さん                           |
| 第9回   | 1958年      | 荒井惠子(4) [3]                                         | 橇は飛ぶよ                                 | 岡本敦郎(7) [3]                | 若人スキーヤー                             |
| 第10回  | 1959年      | 荒井惠子(5) [4]                                         | 白菊の歌                                   | 曾根史郎(4) [2]                | 僕の東京地図                               |
| 第11回  | 1960年      | 荒井惠子(6) [5]                                         | 青い月夜の散歩道                           | 若山彰(4) [初]                 | さいはて岬                                 |
| 第12回  | 1961年      | 朝丘雪路(4) [初]                                        | チャチャで飲みましょう                     | 神戶一郎(4) [初]               | 東京ラプソディ                             |
| 第13回  | 1962年      | 仲宗根美樹（初) [初]                                    | 川は流れる                                 | 松島アキラ(初) [初]            | あゝ青春に花よ咲け                         |
| 第14回  | 1963年      | 弘田三枝子(2) [初]                                      | 悲しきハート                               | 田邊靖雄（初) [初]             | 雲に聞いておくれよ                         |
| 第15回  | 1964年      | 朝丘雪路(7) [2]                                         | 夜の八丈島                                 | 北島三郎(2) [初]               | そうらん仁義                               |
| 第16回  | 1965年      | 三澤あけみ(2) [初]                                      | アリューシャン小唄                         | 舟木一夫(3) [初]               | 高原のお嬢さん                             |
| 第17回  | 1966年      | 中尾ミエ(5) [初]                                        | 蜜の味                                     | 西郷輝彦(3) [初]               | 星のフラメンコ                             |
| 第18回  | 1967年      | 水前寺清子(3) [初]                                      | どうどうどっこの唄                         | 舟木一夫(5) [2]                | 夕笛                                       |
| 第19回  | 1968年      | 都春美(4) [初]                                          | 好きになった人                             | 三田明(5) [初]                 | バラの涙                                   |
| 第20回  | 1969年      | 青江三奈(3) [初]                                        | 池袋の夜                                   | 布施明(3) [初]                 | バラ色の月                                 |
| 第21回  | 1970年      | 水前寺清子(6) [2]                                       | 大勝負                                     | 村田英雄(10) [初]              | 闘魂                                       |
| 第22回  | 1971年      | 南沙織（初) [初]                                        | 17才                                       | 尾崎紀世彦（初) [初]           | また逢う日まで                             |
| 第23回  | 1972年      | 天地真理（初) [初]                                      | ひとりじゃないの                           | 森進一(5) [初]                 | 放浪船                                     |
| 第24回  | 1973年      | 小柳留美子(3) [初]                                      | 漁火恋唄                                   | 布施明(7) [2]                  | 甘い十字架                                 |
| 第25回  | 1974年      | 山口百恵(初) [初]                                       | ひと夏の経験                               | 西城秀樹(初) [初]              | 傷だらけのローラ                           |
| 第26回  | 1975年      | 岩崎宏美(初) [初]                                       | ロマンス                                   | 細川貴志(初) [初]              | 心のこり                                   |
| 第27回  | 1976年      | 山口百惠(3) [2]                                         | 横須賀ストーリー                           | 野口五郎(5) [初]               | 針葉樹                                     |
| 第28回  | 1977年      | 櫻田淳子(4) [初]                                        | 氣まぐれヴィーナス                         | 鄉裕美(5) [初]                 | 悲しきメモリー                             |
| 第29回  | 1978年      | 榊原郁惠(初) [初]                                       | 夏のお嬢さん                               | 鄉裕美(6) [2]                  | バイブレーション                           |
| 第30回  | 1979年      | 石野真子(初) [初]                                       | ジュリーがライバル                         | 鄉裕美(7) [3]                  | マイレディー                               |
| 第31回  | 1980年      | 榊原郁惠(3) [2]                                         | ROBOT                                      | 郷裕美(8) [4]                  | How many いい顔                            |
| 第32回  | 1981年      | 河合奈保子（初) [初]                                    | スマイル・フォー・ミー                     | 近藤真彦(初) [初]              | 悠然銀光中                                 |
| 第33回  | 1982年      | 三原順子（初) [初]                                      | ホンキでLove me Good!!                     | 苦柿隊(初) [初]                | 100%…SOかもね!                             |
| 第34回  | 1983年      | 岩崎宏美(9)[2]                                          | 家路                                       | 西城秀樹(10) [2]               | ギャランドゥ                               |
| 第35回  | 1984年      | 早見優(2) [初]                                          | 誘惑光線☆クラッ!                           | 苦柿隊(3) [2]                  | アッパレ!フジヤマ                          |
| 第36回  | 1985年      | 石川秀美(初) [初]                                       | 愛の呪文                                   | 吉川晃司(初) [初]              | にくまれそうなNEWフェイス                  |
| 第37回  | 1986年      | 荻野目洋子（初) [初]                                    | ダンシング・ヒーロー (Eat You Up)          | 少年隊(初) [初]                | 假面舞踏会                                 |
| 第38回  | 1987年      | 八代亞紀(15) [初]                                       | 恋は火の川                                 | 森進一(20) [2]                 | 悲しいけれど                               |
| 第39回  | 1988年      | 中山美穗(初) [初]                                       | Witches                                    | 光GENJI(初) [初]               | 光GENJI '88メドレー                        |
| 第40回  | 1989年      | 織井茂子(6) [初]                                        | 君の名は                                   | 田端義夫(2) [初]               | かえり船                                   |
| 第41回  | 1990年      | DREAMS COME TRUE(初) [初]                               | 笑顔の行方                                 | 光GENJI(3) [2]                 | COCORO                                     |
| 第42回  | 1991年      | 西田光(初) [初]                                         | ときめいて                                 | DA BUBBLEGUM BROTHERS(初) [初] | WON'T BE LONG                              |
| 第43回  | 1992年      | 森口博子(2) [初]                                        | スピード                                   | SMAP(2) [初]                   | 雪が降ってきた                             |
| 第44回  | 1993年      | 久寶留理子（初) [初]                                    | 男                                         | X JAPAN(3) [初]                | Tears                                      |
| 第45回  | 1994年      | trf(初) [初]                                            | BOY MEETS GIRL                             | access (初) [初]               | SCANDALOUS BLUE                            |
| 第46回  | 1995年      | 酒井法子(初) [初]                                       | 藍色的玉兔                                 | 射亂Q(初) [初]                 | 狡猾的女人                                 |
| 第47回  | 1996年      | JUDY AND MARY(初) [初]                                  | そばかす                                   | Ulfuls(初) [初]                | ガッツだぜ!!                               |
| 第48回] | 1997年      | SPEED(初) [初]                                          | White Love                                 | T.M.Revolution(初) [初]        | WHITE BREATH                               |
| 第49回  | 1998年      | SPEED(2) [2]                                            | ALL MY TRUE LOVE                           | DA PUMP(初) [初]               | Rhapsody in Blue                           |
| 第50回  | 1999年      | 早安少女組。(2) [初]                                    | LOVEマシーン                               | DA PUMP(2) [2]                 | We can't stop the music                    |
| 第51回  | 2000年      | Whiteberry(初) [初]                                     | 夏祭り                                     | 藤井隆（初) [初]               | ナンダカンダ                               |
| 第52回  | 2001年      | 松浦亞彌(初) [初]                                       | LOVE涙色                                   | 江成和己(初) [初]              | おいらに惚れちゃ怪我するぜ!                |
| 第53回  | 2002年      | 藤本美貴(初) [初]                                       | ロマンティック 浮かれモード                | w-inds.(初) [初]               | NEW PARADISE                               |
| 第54回  | 2003年      | BoA(2) [初]                                             | DOUBLE                                     | w-inds.(2) [2]                 | Long Road                                  |
| 第55回  | 2004年      | 上戸彩(初) [初]                                         | 愛のために。                               | TOKIO(11) [初]                 | 自分のために                               |
| 第56回  | 2005年      | 川中美幸(18) [初]                                       | 二輪草                                     | 細川貴志(31) [2]               | 北酒場                                     |
| 第57回  | 2006年      | mihimaru GT(初) [初]                                    | 心情HIGH翻天                               | w-inds.(5) [3]                 | ブギウギ66                                 |
| 第58回  | 2007年      | 早安少女組。(10) [2] Berryz工房(初) [初] ℃-ute(初) [初] | Special LOVE Mix 〜幸せの平成20周年 Ver.〜 | 美川憲一(24) [初]              | さそり座の女2007                           |
| 第59回  | 2008年      | 濱崎步(10) [初]                                         | Mirrorcle World                            | 布施明(24) [3]                 | 君は薔薇より美しい                         |
| 第60回  | 2009年      | 濱崎步(11) [2]                                          | Rule                                       | EXILE(5) [初]                  | Someday                                    |
| 第61回  | 2010年      | 濱崎步(12) [3]                                          | Virgin Road                                | EXILE(6) [2]                   | I Wish For You                             |
| 第62回  | 2011年      | 濱崎步(13) [4]                                          | progress                                   | NYC(3) [初]                    | 100%勇氣NYC                                |
| 第63回  | 2012年      | 濱崎步(14) [5]                                          | 2012 A SPECIAL メドレー                    | NYC(4) [2]                     | NYC紅白メドレー                            |
| 第64回  | 2013年      | 濱崎步(15) [6]                                          | INSPIRE                                    | Sexy Zone(初) [初]             | Sexy和平Zone組曲                           |
| 第65回  | 2014年      | HKT48(初) [初]                                          | 哈密瓜汁                                   | Sexy Zone(2) [2]               | 紅白的HITOMEBORE                           |
| 第66回  | 2015年      | 大原櫻子(初) [初]                                       | 瞳                                         | 鄉裕美(28) [5]                 | 2億4千萬的瞳孔 -異國情調的日本-            |
| 第67回  | 2016年      | PUFFY(初) [初]                                          | PUFFY 20周年紅白Special                    | 關西傑尼斯8(5) [初]            | ZUKKOKE男道 〜紅白歌唱夢想〜 （ズッコケ男道 〜紅白で夢を歌おう〜）          |
| 第68回  | 2017年      | Little Glee Monster(初) [初]                            | 喜欢啊。〜歌唱梦想 ver.〜 （好きだ。〜夢を歌おう ver.〜）             | Hey! Say! JUMP(初) [初]        | Come On A My House                         |
| 第69回  | 2018年      | 坂本冬美(30) [初]                                       | 夜櫻阿七                                   | 三代目 J Soul Brothers(7) [初] | R.Y.U.S.E.I.                               |
| 第70回  | 2019年      | Foorin(初) [初]                                         | 紅辣椒 -紅白特別版- （パプリカ -紅白スペシャルバージョン-）                   | 鄉裕美(32) [6]                 | 2億4千萬的瞳孔 -異國情調"GO!GO!"日本- （2億4千万の瞳 -エキゾチック"GO!GO!"ジャパン-） |
| 第71回  | 2020年      | Foorin(2) [2]                                           | 紅辣椒 （パプリカ）                                | King & Prince(3) [初]          | I promise                                  |
| 第72回  | 2021年      | LiSA(3) [初]                                            | 黎明之星 （明け星）                              | 鄉裕美(34) [7]                 | 2億4千萬的瞳孔 （2億4千万の瞳）                        |
| 第73回  | 2022年      | 天童芳美(27) [初]                                       | 拉網節日小調 （ソーラン祭り節）                          | SixTONES(3) [初]               | Good Luck!                                 |
| 第74回  | 2023年      | 新學校領袖(初) [初]                                     | 成人之藍 （オトナブルー）                              | JO1(2) [初]                    | NEWSmile （NEWSmile）                              |
| 第75回  | 2024年      | ME:I(初) [初]                                           | Click                                      | 菅生健人(初) [初]              | 樂意效勞 （はいよろこんで）                              |

## 节目备注

### 收视率
每年的红白均以极高的电视收视率而闻名。自Video Search有相关收视率记录（1962年的第13回）以来，收视率最高的为第14回（1963年），为81.4%（关东地区家庭实时收视率，下同）。因此，在1980年代前半时红白一度被称为「怪物节目」。目前最低收视率则是2023年第74回及2024年的第75回，为29.0%。几乎每年红白的收视率都会碾压民营电视台的人气节目，称霸收视率年榜的首位。因次年1月3日前后一般还会发表以分钟为单位的收视率，哪个歌手的部分收视率最高往往成为一时的话题。

### 「红白效果」
在红白出演过的歌手次年年初的CD销量多少会受到红白的影响（一般为销量再度提升），这个现象俗称「红白效果」（紅白効果）。甚至还出现过因红白上的演出而再度受到关注，歌曲再次拢聚人气，结果在次年红白再度出演的情况。「红白效果」不仅会创造出热门歌曲，甚至还会创造出脍炙人口的「名曲」。

### 演出时的自由发挥
早期在表演过程中为了配合台本，节目组常常使用纸条的形式提示主持人，而后期则在大厅一层的墙壁上上设置了电子显示屏用以提示台本。对主持人而言，收到临时提示信息的情况并不罕见，內容往往包括提醒主持人尽快进入下一个出演者环节等等。
舞台上也曾有过主持人在直播时出错的情况。在1980年之前NHK方面严禁主持人有任何的错误或即兴发挥，后来此项限制才逐渐放开。对担任总主持人经验丰富的宫本隆治曾说道，「NHK大厅里住着魔鬼」，「就是这些魔鬼在折磨着主持人前辈们」 。这之后的红白大幅降低了此要求，即允许主持人即兴表演、自由发挥。例如1970年第21回中，白组主持人宫田辉建议白组歌手桥幸夫演唱，而不是原定的。
另一方面，也有艺人利用这种「通融规则」，在正式表演时加入原定安排之外的部分的情况。而其中对节目产生较大影响（多为不良影响）的，这之后甚至会受到NHK的封杀。下面列出了一些案例：
- 第33回（1982年） - 南方之星的桑田佳佑模仿三波春夫演唱热门歌曲时，在歌曲间奏部分突然放言：「不管怎么说，先交收视费吧！」、「想看别的电视台的节目就看录像带吧！」（此二者均讽刺NHK上门收取收视费的工作人员，下同）。这之后NHK要求其写道歉信，却收到来自本人的强硬回复，「道歉信什么的我才不会写第二遍！」，这一度导致NHK与桑田的关系恶化。虽然次年的红白南方之星仍有出场，但再下一次的出演已经是几十年之后了[115]。
- 第36回（1985年） - 吉川晃司手持已经打开了的香槟酒冲上舞台，导致香槟洒在地上。在表演结束后也未及时离开舞台，而是在台上点燃了自己使用的吉他[116]。
- 第42回（1991年） - 隧道二人组二人均只穿一条内裤入场，木梨憲武全身涂红色，石橋貴明全身涂白色。表演完毕后二人转身，背上合写着「交收视费吧！」[117]。
- 第43回（1992年） - 本木雅弘出场时在脖子上挂着数个装有白色液体的安全套形状的气球，之后的演奏途中甚至露出了臀部[117][118]。
- 第57回（2006年） - DJ OZMA（气志团的绫小路翔（日语：綾小路翔））登场时身着皮肤色的女性内衣（ボディスーツ），两腿间挂着蘑菇状物体，女性伴舞随后也换上近乎全裸的装束。虽然总主持人三宅民夫（日语：三宅民夫）在台上澄清「这不是全裸」[119]，但之后放送伦理·番组向上机构（BPO）仍要求NHK对此情况进行说明。这不仅导致DJ OZMA活动一时停止，恢复之后的活动亦受到各种各样的制约，最终本人在2008年宣布隐退[120]。
- 第57回（2006年） - 森進一在演唱由川内康范作词的《母亲（日语：おふくろさん）》时擅自加入了原创的歌词，川內在次年控告其侵犯著作权，引发了骚动（日语：おふくろさん騒動）。2008年川內去世，川內的后代与森达成和解[121]。

### 现场观看方法
- 初期采用席位先到先得的方法，当日会场外观众排队入场，直到座位坐满为止[122]。之后便改用征集观众制。
- 有意向者寄出官方制作的明信片作为申请。因每次收到的申请均超过大厅总容纳人数（约3000人），最终决定人选时采取抽籤制。
- 每年10月中旬发布观众征集通知，11月初征集截止，12月上旬发送回信[123]。
- 选中者会收到入场整理券（当选明信片），一张整理券代表两个席位（1岁以上即需要入场券），观众需要在当日到NHK大厅用整理券兑换座席券。因位置是随机分配的，在兑换之前都不会知道自己所坐的位置[註 18]。
- 从第57回（2006年）开始，申请资格加入如下限制：

1. 已支付NHK收视费者。
2. 曾交过NHK收视费的，产生的新费用已经缴清者。
3. NHK认可的免交收视费者。
4. 符合上述任意一种情况的家庭。

（上述所有情况均可能通过银行账户扣款支付收视费。）
综上，未缴纳收视费或欠费者无法参与申请。寄来的申请明信片上必须准确填写收视费缴纳人的姓名。NHK其他的公开放送节目亦采用同样的征集规则。
- 节目应募方法每年可能会有所更新，请以最新公布的方法为准[124]。
- 对于明令禁止的转卖当选明信片的行为，在入场前将严格确认本人身份，检查相关身份证件，以确保抽选的公正性。

### 其他
- 红白歌会的总制作费约3亿日元。对于参加红白演出的人，NHK仅为主持人和工作人员提供晚饭，出场歌手的晚饭需要自行准备[125]。
- 克制主义（[註 19]）盛行的年份，曾有过红白将终止的传闻，但最终红白并未终止[126]。
- 和田现子、堺正章（日语：堺正章）在主持TBS系轉播的《日本唱片大獎》时，曾有过因同时主持红白，最终在两个节目中同时出场的情况（前者为1990年，后者为1999年）[註 20]。类似的，在同时段播放的节目和红白本身中同时出演的情况也曾有发生[註 21]。
- 由于临时更换出场者或原定出场者迟到，改变原有的曲目顺序的情况也曾发生。
- 出场歌手的家人被邀请到观众席时，在歌手出场时家人往往会被采访。歌手表演过程中也会拍摄家人观看表演的镜头[127]。
- 红白表演即为歌手在电视、广播之类的媒体上首次出演[128]、歌手在电视上首次直播[129]的情况同样存在。此外甚至有在红白表演时为首次在电视上或是NHK电视台內公开歌曲的情况[130]。
- 韩国媒体将《NHK红白歌会》、日本電視台（讀賣電視台製作）《Best Hits歌謠祭》、富士電視台《FNS歌謠祭》三个节目称作「日本三大歌谣祭」[131]。

## 收录红白舞台的作品

### CD
- 佐田雅志 《送亡灵（日语：精霊流し_(曲)） 特别单曲》（精霊流し スペシャルマキシシングル） - （2003年2月19日）- 收录1首歌曲。
- 五木宏  - （2003年4月2日）- 收錄1首歌曲。
- 秋川雅史 《化為千風〜一期一会〜》（千の風になって 〜一期一会〜） - （2008年4月2日）- 收錄1首歌曲。

### 电影
- 《车站 STATION（日语：駅_STATION）》– 使用了第30回（1979年）最后压轴八代亚纪的演出现场。

### DVD
- 都春美《走过NHK红白歌会的20年》（NHK紅白歌合戦20年の歩み）（1985年2月21日） - 收录20首歌曲。
- 小林幸子 vs 美川宪一 《只有二人的红白歌会！！》（日语：二人だけの紅白歌合戦!!）（2002年12月5日） - 收录25首歌曲。
- 南紗織（日语：南沙織）《Cynthia Premium（日语：Cynthia_Premium）》（2006年6月14日） - 收录8首歌曲。
- 河島英五（日语：河島英五）《河島英五珍藏影像集~从出道到最后的电视表演》（河島英五秘蔵映像集~デビュー前から最後のTV出演まで）（2007年4月18日） - 收录1首歌曲。
- 高橋真梨子《高橋40年（日语：高橋40年）》（2013年6月5日） - 收录2首歌曲。
- 中森明菜《限定BOX ~NHK红白歌会&Let’s go young etc.》（プレミアムBOX ルーカス〜NHK紅白歌合戦＆レッツゴーヤング etc.）（2005年9月30日） - 收录8首歌曲。
- 北岛三郎《歌魂 北岛三郎~NHK红白歌会的轨迹~》（歌魂 北島三郎〜NHK紅白歌合戦の軌跡〜）（2017年6月28日） - 收录了无重复的28首歌。
- 河合奈保子《限定版~NHK红白歌会&Let’s go young etc.》（プレミアムコレクション〜NHK紅白歌合戦＆レッツゴーヤング etc.）（2017年8月30日） - 收录6首歌曲。
- 西城秀樹《HIDEKI NHK Collection~年轻、激情和感动~》（HIDEKI NHK Collection〜若さと情熱と感激と〜）（2017年11月15日） - 收录16首歌曲。
- 吉永小百合《歌手出道55周年纪念 Best&NHK珍贵影像DVD~寒之清晨~》（歌手デビュー55周年記念ベスト＆NHK貴重映像DVD〜寒い朝〜）（2018年2月28日） - 收录2首音源和3部影像。
- 島倉千代子《島倉千代子 印象集 ~NHK红白歌会&记忆中的旋律 etc.~》（島倉千代子　メモリアルコレクション　～NHK紅白歌合戦＆思い出のメロディー etc.～）（2018年11月7日） - 收录了第8~13回、第15回的广播音源，共7首歌；第14回、第16~46回的影像，共19首歌。
- 濱崎步《A BALLADS 2》（2021年4月8日） - 收錄3首歌曲。

## 相似节目
- 桃色歌合戰（AbemaTV，富士電視台，BS日本、富士电视台NEXT（日语：フジテレビNEXT）、日本放送等）
- NTV红白歌BEST 10（日语：NTV紅白歌のベストテン）（日本電視台系）
- 青白歌合战 – SPACE SHOWER TV主办，2004年12月15日在東京體育館进行的活动。
- 全明星感謝祭 – TBS電視台邀请与本社关系较好的艺人出演的一档节目。
- ○○红白歌会 – 代表以类似名称作为节目名的大量综艺，详见红白歌会（消歧义）（日语：紅白歌合戦_(曖昧さ回避)）。
- 因巴西中有大量日本移民，每年年末当地日本人会举办“日侨红白歌会”（日系移民紅白歌合戦）。NHK对该活动亦会提供一定帮助。

## 脚注
1. ↑  数字信号才是立体声双声道。
2. ↑  1953年是唯一的例外，當年1月2日舉行第3回，但因播出時間從年初調整至跨年夜，因而又在該年12月31日舉行一次（第4回）。
3. ↑  相关参考可见于2000年代节目历史中“对于红白基础模式的反思”相关内容。
4. ↑  受东日本大震灾的影响，盛冈、仙台、福岛三地的电视台直到第62回（2011年）才终止地面模拟信号的播出。
5. ↑  过去的NHK BS2与NHK BShi已於2011年4月1日整合为NHK BS Premium頻道，之后不再转播红白歌会，直到2018年末开始，NHK BS4K与BS8K继续转播红白歌会。
6. ↑  第61回（2010年）-第65回（2014年）由男子组合岚出任白组主持；第56回（2005年）起常態加設一位綜合主持负责節目流程推进。
7. ↑  1989年泽田研二分别以独唱和The Tigers组合名义两次出场。
8. ↑  第47回（1996年）中，加上近藤真彦则共计3组。
9. ↑  在第32回之前均以《干杯之歌》作为开场曲。
10. ↑  1953年的第4回两组位置与此相反。
11. ↑  观众可以按下手中遥控器上对应队伍颜色的按钮进行投票。
12. ↑  包括第一部结束时的投票在内，总共有两次投票。
13. ↑  由于工作时间存在年龄段限制[53]，实际舞台上此时仅限18岁以上的出演者出场。
14. ↑  1971年的第22回由岩城宏之担任，藤山担任总指挥。
15. ↑  1991年的第42回未使用此类烟花；1995年的第46回以落下的气球作为结尾。
16. ↑  此处的队长并非节目主持人。
17. ↑  在NHK官方的红白歌会历史网站便可以发现除第1回外，前十回红白歌会均展示了会场的照片。
18. ↑  每年进行抽选时将公布当年的申请总数。第64回（2013年）中共收到1,427,153份申请，当选概率约为0.0932%；相比之下第60回（2009年）中受到约为591,274份申请，当选概率约为0.229%。可见从2010年开始，申请数呈现爆发式增长态势。但是不管申请多少次，一个人只会收到一次选中通知，而大多数人会多次申请，因而实际当选概率可能会有较大误差。
19. ↑  这里的，通常指日本国内发生重大消极事件时（如天皇病危、大地震等），国内减少一切过度的言论和娱乐的状态。
20. ↑  2006年以后该节目时间调整到12月30日，不再和红白同时播放。
21. ↑  多数出场歌手在参与本节目后紧接着还会出演TBS系的《CDTV SPECIAL！跨年PREMIER LIVE》。

### 文献
- NHK服务中心. . 《STEAR（日语：ステラ (雑誌)）》. 2000年1月, (临时增刊).
- 合田道人.  [红白歌会的舞台里 任何人都想知道的谜团和历史]. 全音楽譜出版社; 四六版. 2012-12-03. ISBN 978-4118801780 （日语）.
- 永嶺重敏.  [《苹果之歌》的真相 追寻战后的首支流行歌曲]. 青弓社. 2018-10-10. ISBN 978-4787220790 （日语）.
- 丸山鐵雄.  [广播里的昭和]. 幻戯書房. 2012-02-01. ISBN 978-4901998895 （日语）.
- 池井優.  [藤山一郎和那个时代]. 新潮社. 1997-05-01. ISBN 978-4104179015 （日语）.
- 太田省一.  [红白歌会和日本人]. 筑摩書房. 2013-11-13. ISBN 978-4480015860 （日语）.
- 合田道人.  [“怪物节目”红白歌会的真相]. 幻冬舎. 2004-11-01. ISBN 978-4344007024 （日语）.
- 溝口 敦.  [消灭 山口组VS一和会]. 講談社. 2000-06-20. ISBN 978-4062564458 （日语）.
- 塚田 茂.  [“接连鲸鱼”的喜剧人生-用人气节目书写的综艺史]. 河出書房新社. 1991-03. ISBN 978-4309006796 （日语）.